# Ginsheim-Gustavsburg
Ginsheim-Gustavsburg ist eine Stadt im Nordwesten des südhessischen Landkreises Groß-Gerau. Sie grenzt an die Landeshauptstadt Wiesbaden und die Landeshauptstadt Mainz in Rheinland-Pfalz und hat etwa 17.000 Einwohner. Von 1930 bis 1945 waren die beiden Orte Ginsheim und Gustavsburg Stadtteile von Mainz (siehe rechtsrheinische Stadtteile von Mainz).
Am 29. April 2013 wurden der Gemeinde Ginsheim-Gustavsburg die Stadtrechte verliehen.

## Geographie

### Geographische Lage

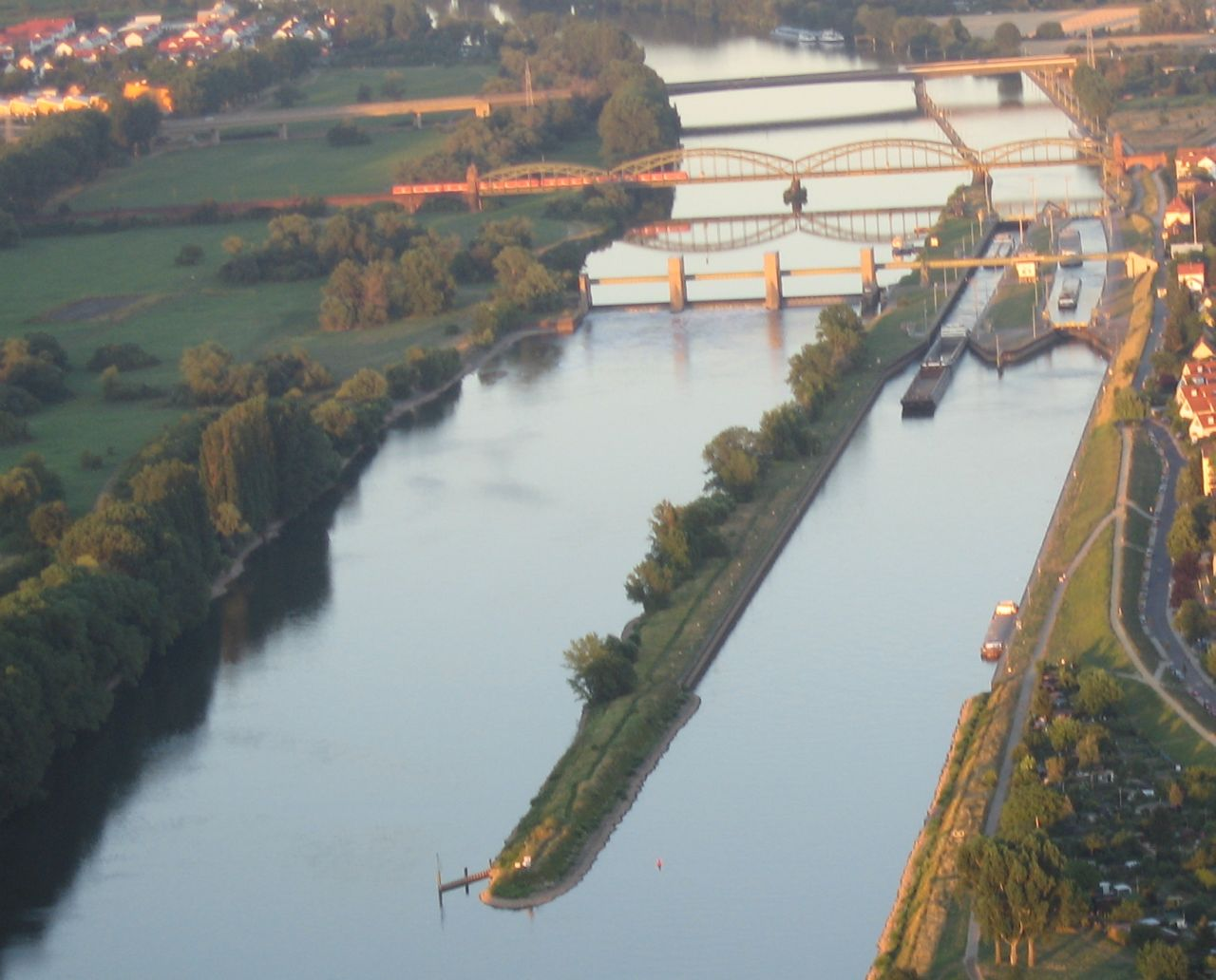
Schleuse bei Gustavsburg

Ginsheim-Gustavsburg liegt in der Mainspitze, dem Gebiet südlich der Mainmündung zwischen Main und Rhein gegenüber der Stadt Mainz. Der 50. Breitengrad verläuft durch den Stadtteil Gustavsburg und ist auf dem Maindamm gekennzeichnet.
Beim Stadtteil Ginsheim vereinigt sich der Ginsheimer Altrhein wieder mit dem Rhein, von dem er gegenüber Nackenheim abzweigt.

### Nachbargemeinden
Ginsheim-Gustavsburg grenzt im Norden – getrennt durch den Main – an den Stadtteil Mainz-Kostheim der kreisfreien Stadt Wiesbaden und die Stadt Hochheim am Main (Main-Taunus-Kreis), im Osten an die Gemeinde Bischofsheim und die Stadt Rüsselsheim am Main, im Süden an die Gemeinde Trebur sowie im Westen – getrennt durch den Rhein – an die Gemeinde Bodenheim (Landkreis Mainz-Bingen) und die kreisfreie Stadt Mainz.

### Stadtgliederung
Ginsheim-Gustavsburg besteht aus den beiden Stadtteilen Ginsheim und Gustavsburg. Die gesamte Stadt liegt auf der Gemarkung Ginsheim (Gmk.-Nr. 60024).

### Klima
|                        | Jan  | Feb  | Mär  | Apr  | Mai  | Jun  | Jul  | Aug  | Sep  | Okt  | Nov | Dez |   |      |
| Mittl. Temperatur (°C) | 2,0  | 2,6  | 6,0  | 10,4 | 14,7 | 18,2 | 20,2 | 19,7 | 15,8 | 11,0 | 6,2 | 2,9 | ⌀ | 10,9 |
| Mittl. Tagesmax. (°C)  | 4,5  | 6,0  | 10,3 | 15,3 | 19,1 | 22,7 | 24,7 | 24,3 | 20,2 | 14,8 | 8,9 | 4,2 | ⌀ | 14,6 |
| Mittl. Tagesmin. (°C)  | −0,5 | −0,5 | 1,7  | 5,2  | 9,6  | 13,1 | 15,2 | 14,8 | 11,5 | 7,4  | 3,5 | 0,5 | ⌀ | 6,8  |
|                        |      |      |      |      |      |      |      |      |      |      |     |     |   |      |
| Niederschlag (mm)      | 55   | 48   | 54   | 51   | 66   | 65   | 69   | 63   | 60   | 59   | 62  | 67  | Σ | 719  |
|                        |      |      |      |      |      |      |      |      |      |      |     |     |   |      |
| Sonnenstunden (h/d)    | 2,7  | 4,0  | 5,8  | 8,7  | 9,7  | 10,9 | 11,1 | 9,9  | 7,1  | 4,6  | 2,9 | 2,6 | ⌀ | 6,7  |
|                        |      |      |      |      |      |      |      |      |      |      |     |     |   |      |
| Regentage (d)          | 9    | 8    | 9    | 8    | 8    | 8    | 9    | 8    | 7    | 8    | 9   | 10  | Σ | 101  |
|                        |      |      |      |      |      |      |      |      |      |      |     |     |   |      |
| Luftfeuchtigkeit (%)   | 83   | 80   | 75   | 68   | 68   | 66   | 64   | 66   | 72   | 80   | 86  | 85  | ⌀ | 74,4 |

| −0,5 |

| −0,5 |

| 1,7 |

| 5,2 |

| 9,6 |

| 13,1 |

| 15,2 |

| 14,8 |

| 11,5 |

| 7,4 |

| 3,5 |

| 0,5 |

| −0,5 |

| −0,5 |

| 1,7 |

| 5,2 |

| 9,6 |

| 13,1 |

| 15,2 |

| 14,8 |

| 11,5 |

| 7,4 |

| 3,5 |

| 0,5 |

| N i e d e r s c h l a g | 55  | 48  | 54  | 51  | 66  | 65  | 69  | 63  | 60  | 59  | 62  | 67  |
|                         | Jan | Feb | Mär | Apr | Mai | Jun | Jul | Aug | Sep | Okt | Nov | Dez |

## Geschichte

### Stadtteil Ginsheim

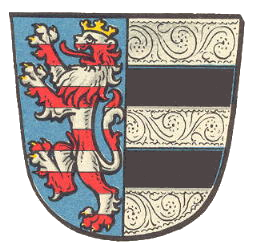
Ginsheimer Wappen

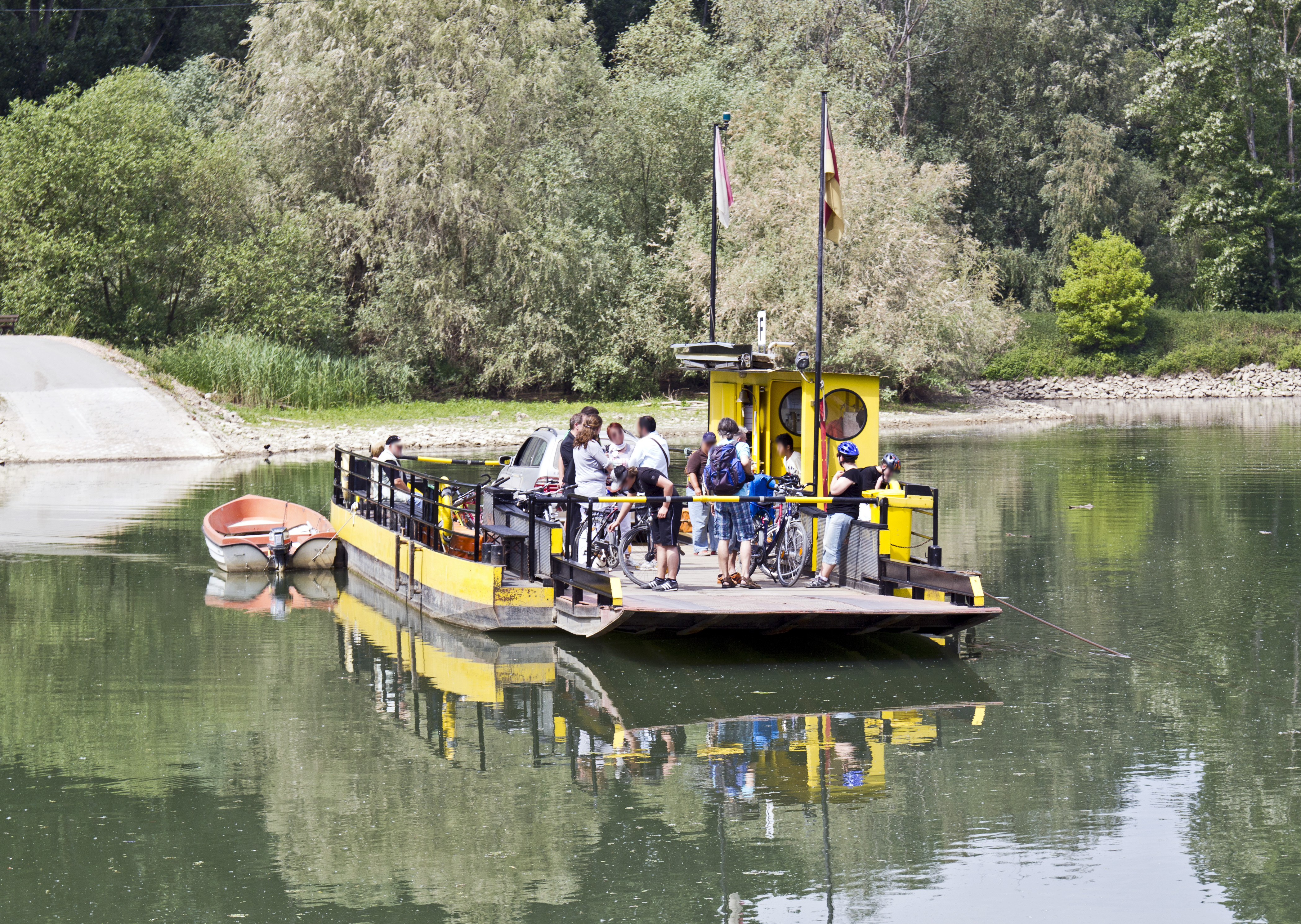
Fähre Johanna beim Überqueren des Altrheins

Der Stadtteil Ginsheim wurde bereits im Jahr 785 im „Codex Eberhardi“ des Klosters Fulda erstmals urkundlich erwähnt. Anlässlich des 1225-jährigen Jubiläums veranstaltete die Stadt im Jahr 2011 ein großes Fest in Ginsheim. Bis 1989 galt eine Urkunde von Kaiser Heinrich VI. vom Februar 1190 als älteste bekannte Erwähnung.
Nachdem 1248 das ehemalige Reichsdorf dem Grafen Dieter von Katzenelnbogen verpfändet worden war, sind als weitere adlige Herrscher jener Zeit Familien wie Falkenstein, Sayn oder Isenburg überliefert. 1600 gelangte das Dorf durch Verkauf des Amtes Kelsterbach von der Grafschaft Isenburg-Ronneburg in den Besitz des Landgrafen Ludwig V. von Hessen-Darmstadt. Im Dreißigjährigen Krieg wurde das Gemeinwesen so stark in Mitleidenschaft gezogen, dass dort von 1634 bis 1642 kaum ein Mensch mehr wohnte.
Verwaltungsmäßig gehörte Ginsheim bis 1820 zum Amt Kelsterbach, das ab 1816 zur Provinz Starkenburg des Großherzogtums Hessen gehörte. 1821 wurden im Großherzogtum Landratsbezirke eingeführt und Ginsheim dem Landratsbezirk Dornberg zugeteilt.
Die Statistisch-topographisch-historische Beschreibung des Großherzogthums Hessen berichtet 1829 über Ginsheim:

„Ginsheim (L. Bez. Dornberg) luth. Pfarrdorf; liegt 2 3⁄4 St. von Dornberg, an der Mündung des Schwarzbachs in den Rhein, und hat 109 Häuser und 763 Einw., die bis auf 12 Kath., 5 Reform. und 22 Juden alle luth. sind. Man findet 4 Rheinmühlen, 1 Ziegelhütte und mehrere Teiche. Bemerkenswerth ist die sogenannte Römerstraße, die am Rhein, Weissenau gegenüber, anfängt und sich gegen Bischofsheim zieht, die Gustavsburg, der Hof Rauchenau, die Rheininseln Körberwörth, Langau, Rückenwörth und Bleiau s. d. Art. Hier besteht seit Ende des Jahrs 1827 eine Armen-Anstalt, die nicht allein die Ortsarmen, sondern auch rechtliche durchreisende Handwerksgesellen unterstützt. – Ginsheim war ein Reichsdorf, das König Wilhelm 1248 dem Grafen Diether III. von Katzenellenbogen verpfändete. Die Vogtei stand den Herrn von Eppenstein zu, welche solche aber 1279 an die Herrn von Falkenstein, von denen sie an die Grafen von Isenburg kam, verkauften. Das Patronat besassen die 1255 im Mannsstamme erloschenen Herrn von Münzenberg, von denen es an die Herrn von Falkenstein kam. Diese verschenkten es 1283 an das Nonnenkloster Padenhausen im Dreieicher Hain. Jedoch muß diese Schenkung wieder vom Kloster abgekommen seyn, weil die Falkensteiner 1392 wieder als Patronatsherrn vorkommen. Dieses Recht behaupteten auch deren Erbfolger die Grafen von Isenburg. Im Jahr 1600 kam Ginsheim mit dem ganzen Amt Kelsterbach durch Kauf an Hessen.“

1832 wurden Kreise geschaffen und Ginsheim gelangte in den Kreis Groß-Gerau. Die Provinzen, die Kreise und die Landratsbezirke des Großherzogtums wurden am 31. Juli 1848 abgeschafft und durch Regierungsbezirke ersetzt, was jedoch bereits am 12. Mai 1852 wieder rückgängig gemacht wurde. Dadurch gehörte Ginsheim zwischen 1848 und 1852 zum Regierungsbezirk Darmstadt, bevor wieder der Kreis Groß-Gerau für die übergeordnete Verwaltung zuständig war. Zum 1. Januar 1930 erfolgte die Eingemeindung als Stadtteile Mainz-Ginsheim und Mainz-Gustavsburg in die Stadt Mainz. Nach dem Zweiten Weltkrieg erfolgte 1945 die Gründung des Landes Hessen und die sechs rechtsrheinischen Stadtteile von Mainz wurden entweder Wiesbaden zugeschlagen oder zu eigenständigen hessischen Gemeinden. Ginsheim-Gustavsburg wurde wieder selbständig und in den Kreis Groß-Gerau zurückgegliedert.
Die zuständige Gerichtsbarkeit war, während der Zugehörigkeit zu Hessen-Darmstadt, von 1821 bis 1879 das Landgericht Großgerau und ab 1879 das Amtsgericht Groß-Gerau. Während der Zugehörigkeit von Ginsheim-Gustavsburg zu Mainz von 1930 bis 1945 war das Amtsgericht Mainz zuständig und mit der Rückführung in den Kreis Groß-Gerau wieder das Amtsgericht Groß-Gerau.
Als typische Ginsheimer Berufe der vergangenen Jahrhunderte galten Bauer, Fischer und Müller. Die Müllerei entwickelte sich zu einem regelrechten Industriezweig. Vor Ginsheim ankerten zeitweilig bis zu 15 Schiffsmühlen. Das letzte Exemplar wurde 1928 außer Betrieb gesetzt, unter Denkmalschutz gestellt, im Mainzer Hafen verankert und dort gegen Ende des Zweiten Weltkriegs bei einem Bombenangriff zerstört. Dieses und manches andere interessante Kapitel der Ortsgeschichte sind im Heimatmuseum sehr anschaulich dokumentiert. Seit 2011 liegt vor Ginsheim auf dem Rhein die Rekonstruktion einer historischen Schiffsmühle.
Am 24. April 1944 wurde Ginsheim um Mitternacht im Zuge der Luftangriffe auf Mainz bei einem britischen Angriff schwer getroffen. Dabei kam niemand ums Leben, aber es brannten 22 Scheunen, 20 Ställe, drei Wohnhäuser und die evangelische Kirche komplett nieder. Schon im Sommer 1944 wurden die zerstörten Scheunen, Ställe und Wohnhäuser wiederaufgebaut, die evangelische Kirche aber konnte erst am 6. Dezember 1953 geweiht werden. Der Zweite Weltkrieg kam Ende März 1945 wieder nach Ginsheim zurück. Der Ort war zwischen amerikanischen und deutschen Truppen heftig umkämpft. Doch am 28. März 1945 kapitulierte der Ort und die Amerikaner konnten in Ginsheim einmarschieren. Nach dem Kriege gehörte der Ort zur amerikanischen Besatzungszone und anschließend zum Land Hessen.

### Stadtteil Gustavsburg

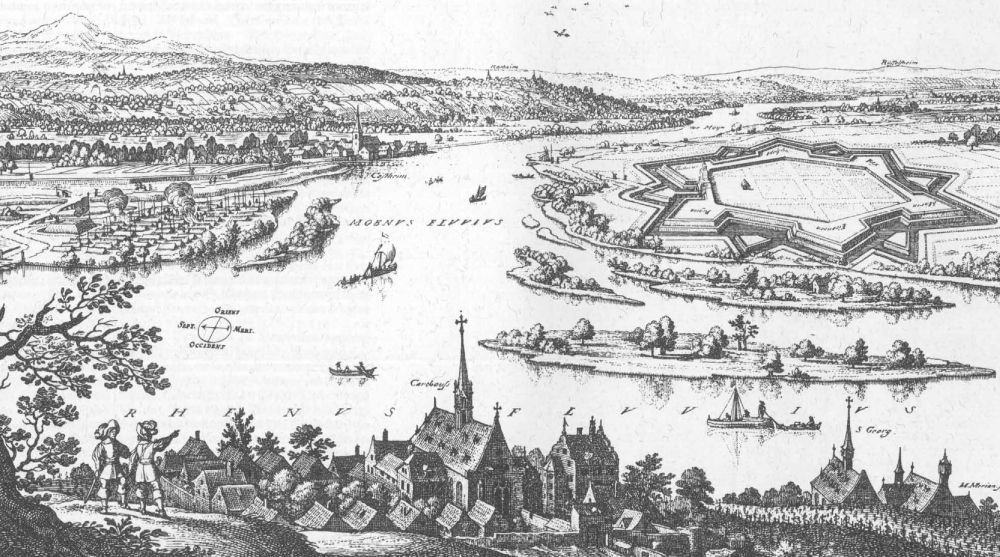
Gustavsburg – Auszug aus der Topographia Hassiae von Matthäus Merian dem Jüngeren 1655

Der Stadtteil verdankt seinen Namen dem Schwedenkönig Gustav Adolf, der 1632 im Dreißigjährigen Krieg auf der Mainspitze eine Festungsanlage erbauen ließ. Dabei wurde unter anderem der Stein eines römischen Reitergrabes gefunden, dessen Kopie heute die Eingangshalle des Rathauses ziert. 1635 gaben die Schweden die Gustavsburg auf, die nach wechselvollen Kriegsjahren zuletzt in französischen Besitz gelangte. 1673 ließ der Mainzer Kurfürst Johann Philipp von Schönborn kurz vor seinem Tod die Anlage schleifen.
Die Statistisch-topographisch-historische Beschreibung des Großherzogthums Hessen berichtet 1829 über Gustavsburg:

„Gustavsburg (L. Bez. Dornberg) Vestungsruine; liegt in Ginsheimer Gemarkung an der sogenannten Mainspitze, besteht aus wenigen Trümmern die mit Buschwerk bewachsen sind; nahe dabei ist eine Ziegelhütte. Gustav Adolph ließ diese Vestung 1632 anlegen, und den innern Raum zu 600 Häusern einrichten. Die Vestung selbst war sehr regelmäßig, und bestand aus 6 Bollwerken und einem einzigen Thore. Bei Anlegung dieses Werks wurde vieles altes Mauerwerk, mehrere Statüen. mehrere Inschriften und eine Lampe gefunden. Im französischen Mordbrennerkrieg 1689 waren die Einwohner der umliegenden Orte auf das Aeußerste mit Kriegsfuhren und Schanzarbeiten bei der Veste belästiget. Später wurden die Vestungswerke abgetragen und damit namentlich 1693 fortgefahren.“

Das Ortslexikon für Deutschland verzeichnete 1859 Gustavsburg als „Ruine, Ziegelhütte und Gasthaus mit 10 Einwohnern“. Diese Ziegelhütte, vor 1740 erbaut, stand am Gustavsburger Hafen 1 (heute: BP-Tanklager). In ihrer Nähe lag seit der Eröffnung einer Eisenbahnlinie 1858 der Hafenbahnhof Gustavsburg, ein Endbahnhof und zugleich die Anlegestelle des Trajekts Mainz–Gustavsburg. Das andere, 1836 erbaute Gebäude, die „Gastwirtschaft zur Gustavsburg“ (heute Kolpingstraße 9), lag nahe der Mündung des Mains in den Rhein, gegenüber dem rechts des Mains und des Rheins liegenden Kostheim. Diese Gastwirtschaft war eine Anlaufstelle für Händler auf dem Weg zum Mainzer Markt, der Hessen-Darmstädter Postkutschlinie und an Sonntagen eine beliebte Ausflugsstätte.
1859 begann die Nürnberger Eisengießerei Klett & Comp. mit dem Bau der Südbrücke über den Rhein. Dazu wurde in Gustavsburg ein Montageplatz eingerichtet, um den sich Arbeiter und ihre Familien ansiedelten, aufgrund eines hohen Auftragsbestandes entwickelte sich das nur zum Bau der Südbrücke gedachte Provisorium zu einem Zweigwerk der Eisengießerei. Rasch entwickelte sich daraus ein industriell geprägter Ort. Das Werk errichtete auch das Kugelhaus in Dresden, welches 1928 anlässlich der Jahresschau Deutscher Arbeit – Die Technische Stadt eröffnet wurde.
Zum 1. Januar 1930 wurden aus der Gemeinde Ginsheim-Gustavsburg die beiden Mainzer Stadtteile Mainz-Ginsheim und Mainz-Gustavsburg.
Gustavsburgs strategische Bedeutung führte im Zweiten Weltkrieg zu ständigen Luftangriffen britischer und amerikanischer Flugzeugstaffeln (siehe Hauptartikel: Luftangriffe auf Mainz). Ab Herbst 1942 gab es verstärkt Angriffe, ab Spätsommer 1944 gar täglich Luftalarm. Der schwerste Angriff traf Gustavsburg am 27. Februar 1945. Hauptangriffsziel – besonders bei einem Angriff alliierter Jagdbomber am 2. März 1945 – war das MAN-Werk. Ende März 1945 war für Gustavsburg mit dem Einmarsch amerikanischer Truppen der Krieg vorbei.
Nach dem Zweiten Weltkrieg erfolgte 1945 die Gründung des Landes Hessen, und die rechtsrheinischen Stadtteile von Mainz wurden entweder Wiesbaden zugeschlagen oder eigenständige Gemeinden. Mainz-Gustavsburg wurde als Ginsheim-Gustavsburg eine selbständige Gemeinde, die wieder in den Kreis Groß-Gerau eingegliedert wurde.
Am 20. September 1983 kam es durch die Revolutionären Zellen zu einem Sprengstoffanschlag auf das Rechenzentrum der MAN. Der Sachschaden betrug dabei mehrere Millionen DM.

### Entstehung der Stadt Ginsheim-Gustavsburg
1806 unterstellte Napoleon Kastel, Kostheim, die Maaraue und die davor liegenden Rheininseln der französischen Herrschaft; das linke Rheinufer war schon 1801 zu Frankreich gekommen. An der Kostheimer Gemarkung südlich des Mains hatten die Franzosen jedoch kein Interesse, und so kam das Gebiet des heutigen Gustavsburg zu dem Großherzog Ludwig I. (Hessen-Darmstadt), der es wiederum der Gemarkung Ginsheim zuteilte. Am 30. Dezember 1808 bestätigte der damalige Ginsheimer Schultheiß die Neuerwerbung. In den folgenden Jahren verkauften die Kostheimer Bürger, die noch Landbesitz südlich des Mains hatten, ihre Äcker an Ginsheimer Landwirte. Somit ist das Jahr 1808 die eigentliche Geburtsstunde von Ginsheim-Gustavsburg.

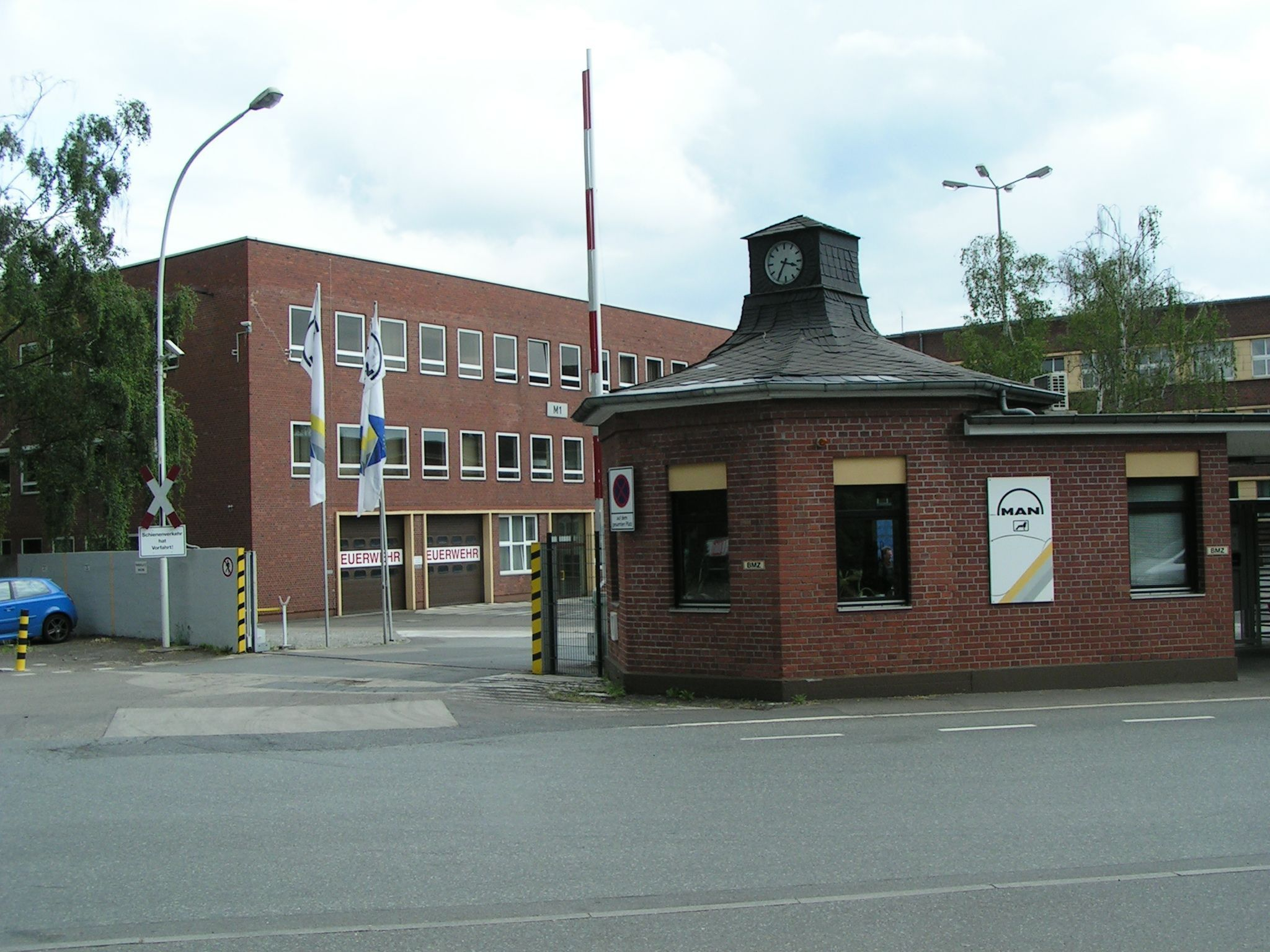
MAN-Werk Gustavsburg

Am 28. September 1929 stimmte der Gemeinderat der Gemeinde Ginsheim-Gustavsburg für die Eingemeindung zur Stadt Mainz. Mit Gesetz vom 10. Dezember 1929 genehmigte der Hessische Landtag die Lostrennung der Ginsheimer Gemarkung und der Ginsheimer Rheinauen vom Kreis Groß-Gerau und der Provinz Starkenburg unter Zuteilung zum Kreis Mainz und der Provinz Rheinhessen. Die Standesämter und die Ortsgerichte sollten bis auf Weiteres unter der amtlichen Bezeichnung Mainz-Ginsheim und Mainz-Gustavsburg bestehen bleiben. Am 1. Januar 1930 erfolgte die offizielle Eingemeindung unter Oberbürgermeister Karl Külb.
So blieb es bis zum Ende des Zweiten Weltkriegs im Jahr 1945. Der Rhein wurde in diesem Jahr zur Zonengrenze zwischen der amerikanischen und der französischen Zone, und Ginsheim-Gustavsburg kam als eigenständige Gemeinde zusammen mit der Gemeinde Bischofsheim wieder zum Landkreis Groß-Gerau.
Nach 1945 wuchsen Ginsheim-Gustavsburgs Wirtschaft und Infrastruktur weit über zuvor bestehende Verhältnisse hinaus. In den 1950er-Jahren entstanden die MAN-Siedlung im Nordosten und eine weitere Siedlung im Westen des Ortes sowie in der Ortsmitte. In den 1990ern wurde mit dem Bau eines Neubaugebietes begonnen. Dabei erreichte man auch die bereits 1972 erbaute Integrierte Gesamtschule IGS Mainspitze von Süden und Osten her.
Die Hessische Landesregierung beschloss im Februar 2013, der Gemeinde die Stadtrechte zu verleihen, die Urkunde wurde am 29. April 2013 übergeben.
Eingliederung
Am 1. Februar 1975 wurden Gebietsteile der Nachbargemeinde Bischofsheim mit etwa 80 Einwohnern eingegliedert.

### Verwaltungsgeschichte im Überblick
Die folgende Liste zeigt die Staaten und Verwaltungseinheiten, denen Ginsheim und Gustavsburg angehör(t)en:
Ginsheim:
- vor 1600: Heiliges Römisches Reich, Grafschaft Isenburg-Ronneburg, (1556: Amt Langen, später Amt Kelsterbach)
- ab 1600: Heiliges Römisches Reich, Landgrafschaft Hessen-Darmstadt,[Anm. 2] Obere Grafschaft Katzenelnbogen, Amt Kelsterbach
- ab 1806: Großherzogtum Hessen,[Anm. 3] Fürstentum Starkenburg, Amt Kelsterbach
- ab 1815: Großherzogtum Hessen, Provinz Starkenburg, Amt Gernsheim
- ab 1821: Großherzogtum Hessen, Provinz Starkenburg, Landratsbezirk Dornberg[Anm. 4]
- ab 1832: Großherzogtum Hessen, Provinz Starkenburg, Kreis Groß-Gerau
- ab 1848: Großherzogtum Hessen, Regierungsbezirk Darmstadt
- ab 1852: Großherzogtum Hessen, Provinz Starkenburg, Kreis Groß-Gerau
- 1860: der Ort Gustavsburg entsteht
- ab 1871: Deutsches Reich, Großherzogtum Hessen, Provinz Starkenburg, Kreis Groß-Gerau
- ab 1918: Deutsches Reich, Volksstaat Hessen, Provinz Starkenburg, Kreis Groß-Gerau
- 1927 wird Gustavsburg mit der Gemeinde Ginsheim zusammengeschlossen
- ab 1930: Deutsches Reich, Volksstaat Hessen, Provinz Rheinhessen, Stadtkreis Mainz[Anm. 5]
- ab 1938: Deutsches Reich, Volksstaat Hessen, Stadtkreis Mainz[21][Anm. 6]
- ab 1945: Amerikanische Besatzungszone,[Anm. 7] Groß-Hessen, Regierungsbezirk Darmstadt, Landkreis Groß-Gerau
- ab 1946: Amerikanische Besatzungszone, Hessen, Regierungsbezirk Darmstadt, Landkreis Groß-Gerau
- ab 1949: Bundesrepublik Deutschland, Hessen, Regierungsbezirk Darmstadt, Landkreis Groß-Gerau

## Bevölkerung
Ginsheim hatte am 31. Dezember 2019 9007 Einwohner, Gustavsburg 7942.

### Einwohnerstruktur 2011
Nach den Erhebungen des Zensus 2011 lebten am Stichtag, dem 9. Mai 2011, in Ginsheim-Gustavsburg 15701 Einwohner. Darunter waren 2127 (13,5 %) Ausländer, von denen 741 aus dem EU-Ausland, 1140 aus anderen europäischen Ländern und 246 aus anderen Staaten kamen. Von den deutschen Einwohnern hatten 18,2 % einen Migrationshintergrund. Die Einwohner lebten in 7267 Haushalten. Davon waren 2511 Singlehaushalte, 1907 Paare mit Kindern und 32195 Paare ohne Kinder, sowie 489 Alleinerziehende und 186 Wohngemeinschaften.

### Einwohnerentwicklung
| • 1806: | 524 Einwohner, 87 Häuser   |
| • 1829: | 763 Einwohner, 109 Häuser  |
| • 1867: | 1244 Einwohner, 193 Häuser |

| Ginsheim-Gustavsburg: Einwohnerzahlen von 1791 bis 2019 | Ginsheim-Gustavsburg: Einwohnerzahlen von 1791 bis 2019 | Ginsheim-Gustavsburg: Einwohnerzahlen von 1791 bis 2019 | Ginsheim-Gustavsburg: Einwohnerzahlen von 1791 bis 2019 | Ginsheim-Gustavsburg: Einwohnerzahlen von 1791 bis 2019 |
| --- | ------------------------------------------------------- | ------------------------------------------------------- | ------------------------------------------------------- | ------------------------------------------------------- |
| Jahr |                                                         |                                                         |                                                         | Einwohner                                               |
| 1791 | 1791                                                    |                                                         | 451                                                     | 451                                                     |
| 1800 | 1800                                                    |                                                         | 451                                                     | 451                                                     |
| 1806 | 1806                                                    |                                                         | 524                                                     | 524                                                     |
| 1829 | 1829                                                    |                                                         | 763                                                     | 763                                                     |
| 1834 | 1834                                                    |                                                         | 784                                                     | 784                                                     |
| 1840 | 1840                                                    |                                                         | 854                                                     | 854                                                     |
| 1846 | 1846                                                    |                                                         | 838                                                     | 838                                                     |
| 1852 | 1852                                                    |                                                         | 951                                                     | 951                                                     |
| 1858 | 1858                                                    |                                                         | 1.035                                                   | 1.035                                                   |
| 1864 | 1864                                                    |                                                         | 1.263                                                   | 1.263                                                   |
| 1871 | 1871                                                    |                                                         | 1.423                                                   | 1.423                                                   |
| 1875 | 1875                                                    |                                                         | 1.449                                                   | 1.449                                                   |
| 1885 | 1885                                                    |                                                         | 1.546                                                   | 1.546                                                   |
| 1895 | 1895                                                    |                                                         | 1.861                                                   | 1.861                                                   |
| 1905 | 1905                                                    |                                                         | 3.501                                                   | 3.501                                                   |
| 1910 | 1910                                                    |                                                         | 3.791                                                   | 3.791                                                   |
| 1925 | 1925                                                    |                                                         | 4.611                                                   | 4.611                                                   |
| 1939 | 1939                                                    |                                                         | 5.730                                                   | 5.730                                                   |
| 1946 | 1946                                                    |                                                         | 8.122                                                   | 8.122                                                   |
| 1950 | 1950                                                    |                                                         | 9.200                                                   | 9.200                                                   |
| 1956 | 1956                                                    |                                                         | 10.261                                                  | 10.261                                                  |
| 1961 | 1961                                                    |                                                         | 12.135                                                  | 12.135                                                  |
| 1967 | 1967                                                    |                                                         | 14.646                                                  | 14.646                                                  |
| 1970 | 1970                                                    |                                                         | 15.494                                                  | 15.494                                                  |
| 1972 | 1972                                                    |                                                         | 15.588                                                  | 15.588                                                  |
| 1976 | 1976                                                    |                                                         | 15.488                                                  | 15.488                                                  |
| 1984 | 1984                                                    |                                                         | 15.106                                                  | 15.106                                                  |
| 1992 | 1992                                                    |                                                         | 14.868                                                  | 14.868                                                  |
| 2000 | 2000                                                    |                                                         | 15.100                                                  | 15.100                                                  |
| 2005 | 2005                                                    |                                                         | 16.103                                                  | 16.103                                                  |
| 2010 | 2010                                                    |                                                         | 15.913                                                  | 15.913                                                  |
| 2011 | 2011                                                    |                                                         | 15.701                                                  | 15.701                                                  |
| 2015 | 2015                                                    |                                                         | 16.143                                                  | 16.143                                                  |
| 2019 | 2019                                                    |                                                         | 16.949                                                  | 16.949                                                  |
| Datenquelle: Historisches Gemeindeverzeichnis für Hessen: Die Bevölkerung der Gemeinden 1834 bis 1967. Wiesbaden: Hessisches Statistisches Landesamt, 1968. Weitere Quellen: ; 1972:; 1976:; 1984:; 1992:; 2000:; 2005:; 2010:; Zensus 2011; 2015:; 2019: |                                                         |                                                         |                                                         |                                                         |

### Religionszugehörigkeit
| • 1829: | 724 lutherische (= 94,68 %), 5 reformierte (= 0,65 %), 22 jüdische (= 2,89 %) und 12 katholische (= 1,57 %) Einwohner                                                             |
| • 1961: | 6737 evangelische (= 55,52 %) und 4636 katholische (= 38,20 %) Einwohner |
| • 2011: | 4650 evangelische (= 29,5 %), 4550 katholische (= 29,1 %), 120 freikirchliche (= 0,8 %), 250 orthodoxe (= 1,6 %), 640 andersgläubig (= 4,1 %), 5450 sonstige (= 34,7 %) Einwohner |

### Erwerbstätigkeit
Die Gemeinde im Vergleich mit Landkreis, Regierungsbezirk Darmstadt und Hessen:
|                                                   | Jahr | Gemeinde | Landkreis | Regierungsbezirk | Hessen    |
| ------------------------------------------------- | ---- | -------- | --------- | ---------------- | --------- |
| Sozialversicherungspflichtig Beschäftigte         | 2017 | 5.547    | 98.042    | 1.695.567        | 2.524.156 |
| Veränderung zu                                    | 2000 | +61,3 %  | +5,4 %    | +16,1 %          | +16,0 %   |
| davon Vollzeit                                    | 2017 | 81,9 %   | 75,9 %    | 72,8 %           | 71,8 %    |
| davon Teilzeit                                    | 2017 | 16,1 %   | 24,1 %    | 27,2 %           | 28,2 %    |
| Ausschließlich geringfügig entlohnte Beschäftigte | 2017 | 863      | 13.048    | 224.267          | 372.991   |
| Veränderung zu                                    | 2000 | +79,4 %  | −9,6 %    | +9,0 %           | +8,8 %    |

| Branche                         | Jahr | Gemeinde | Landkreis | Regierungsbezirk | Hessen |
| ------------------------------- | ---- | -------- | --------- | ---------------- | ------ |
| Produzierendes Gewerbe          | 2000 | 51,8 %   | 43,8 %    | 27,0 %           | 30,6 % |
|                                 | 2017 | 36,8 %   | 33,2 %    | 20,4 %           | 24,3 % |
| Handel, Gastgewerbe und Verkehr | 2000 | 24,7 %   | 27,6 %    | 26,4 %           | 25,1 % |
|                                 | 2017 | 35,2 %   | 27,9 %    | 24,7 %           | 23,8 % |
| Unternehmensdienstleistungen    | 2000 | 9,1 %    | 14,0 %    | 25,1 %           | 20,2 % |
|                                 | 2017 | 15,2 %   | 19,9 %    | 31,6 %           | 26,1 % |
| Sonstige Dienstleistungen       | 2000 | 13,9 %   | 13,7 %    | 20,1 %           | 22,5 % |
|                                 | 2017 | 12,4 %   | 18,6 %    | 23,0 %           | 25,4 % |
| Sonstiges (bzw. ohne Zuordnung) | 2000 | 0,5 %    | 1,0 %     | 1,4 %            | 1,5 %  |
|                                 | 2017 | 0,3 %    | 0,5 %     | 0,3 %            | 0,4 %  |

## Politik

### Stadtverordnetenversammlung
Die Kommunalwahl am 14. März 2021 lieferte folgendes Ergebnis, in Vergleich gesetzt zu früheren Kommunalwahlen:
| Sitzverteilung in der Stadtverordnetenversammlung 2021Insgesamt 37 Sitze - Linke: 2 - SPD: 11 - Grüne: 6 - FDP: 2 - CDU: 8 - FW: 8 | Parteien und Wählergemeinschaften | Parteien und Wählergemeinschaften           | % 2021 | Sitze 2021 | % 2016 | Sitze 2016 | % 2011 | Sitze 2011 | % 2006 | Sitze 2006 | % 2001 | Sitze 2001 |
| Sitzverteilung in der Stadtverordnetenversammlung 2021Insgesamt 37 Sitze - Linke: 2 - SPD: 11 - Grüne: 6 - FDP: 2 - CDU: 8 - FW: 8 | SPD                               | Sozialdemokratische Partei Deutschlands     | 28,5   | 11         | 35,5   | 13         | 43,6   | 16         | 53,2   | 20         | 54,7   | 20         |
| Sitzverteilung in der Stadtverordnetenversammlung 2021Insgesamt 37 Sitze - Linke: 2 - SPD: 11 - Grüne: 6 - FDP: 2 - CDU: 8 - FW: 8 | CDU                               | Christlich Demokratische Union Deutschlands | 22,0   | 8          | 22,8   | 9          | 24,8   | 9          | 22,6   | 8          | 30,9   | 11         |
| Sitzverteilung in der Stadtverordnetenversammlung 2021Insgesamt 37 Sitze - Linke: 2 - SPD: 11 - Grüne: 6 - FDP: 2 - CDU: 8 - FW: 8 | GRÜNE                             | Bündnis 90/Die Grünen                       | 17,1   | 6          | 7,8    | 3          | 16,9   | 6          | 8,6    | 3          | 10,4   | 4          |
| Sitzverteilung in der Stadtverordnetenversammlung 2021Insgesamt 37 Sitze - Linke: 2 - SPD: 11 - Grüne: 6 - FDP: 2 - CDU: 8 - FW: 8 | FW GiGu                           | Freie Wähler Ginsheim – Gustavsburg         | 22,3   | 8          | 30,5   | 11         | 12,1   | 5          | 12,4   | 5          | –      | –          |
| Sitzverteilung in der Stadtverordnetenversammlung 2021Insgesamt 37 Sitze - Linke: 2 - SPD: 11 - Grüne: 6 - FDP: 2 - CDU: 8 - FW: 8 | FDP                               | Freie Demokratische Partei                  | 5,8    | 2          | 3,4    | 1          | 2,6    | 1          | 3,2    | 1          | 4,0    | 2          |
| Sitzverteilung in der Stadtverordnetenversammlung 2021Insgesamt 37 Sitze - Linke: 2 - SPD: 11 - Grüne: 6 - FDP: 2 - CDU: 8 - FW: 8 | LINKE                             | Die Linke                                   | 4,3    | 2          | –      | –          | –      | –          | –      | –          | –      | –          |
| Sitzverteilung in der Stadtverordnetenversammlung 2021Insgesamt 37 Sitze - Linke: 2 - SPD: 11 - Grüne: 6 - FDP: 2 - CDU: 8 - FW: 8 | gesamt                            | gesamt                                      | 100,0  | 37         | 100,0  | 37         | 100,0  | 37         | 100,0  | 37         | 100,0  | 37         |
| Sitzverteilung in der Stadtverordnetenversammlung 2021Insgesamt 37 Sitze - Linke: 2 - SPD: 11 - Grüne: 6 - FDP: 2 - CDU: 8 - FW: 8 | Wahlbeteiligung in %              | Wahlbeteiligung in %                        | 46,8   | 46,8       | 46,7   | 46,7       | 44,9   | 44,9       | 48,2   | 48,2       | 54,0   | 54,0       |

### Bürgermeister
Nach der hessischen Kommunalverfassung wird der Bürgermeister für eine sechsjährige Amtszeit gewählt, seit dem Jahr 1993 in einer Direktwahl, und ist Vorsitzender des Magistrats, dem in der Stadt Ginsheim-Gustavsburg neben dem Bürgermeister ehrenamtlich ein Erster Stadtrat und sechs weitere Stadträte angehören. Bürgermeister ist seit dem 15. Juni 2022 Thorsten Siehr (SPD). Sein Amtsvorgänger Thies Puttnins-von Trotha (ehemals parteilos, später CDU), gegen den er sechs Jahre zuvor noch unterlegen war, trat nicht zur Wiederwahl an, bewarb sich vielmehr zeitgleich – allerdings vergeblich – als Landrat des Kreises Groß-Gerau. Thorsten Siehr erhielt am 19. Dezember 2021 in einer Stichwahl bei 39,2 Prozent Wahlbeteiligung 55,8 Prozent der Stimmen.
Amtszeiten der Bürgermeister
- 2022–2028 Thorsten Siehr (SPD)[42]
- 2016–2022 Thies Puttnins-von Trotha (parteilos/CDU)
- 1992–2016 Richard von Neumann (SPD)[47]
- 1988–1992 Enno Siehr (SPD)

### Wappen und Flagge
Wappen

Blasonierung: „In der geteilten vorderen Schildhälfte in Silber von oben ein schwarzes Festungstor, unten ein schwarzer Anker, hinten in Blau ein goldener Löwe mit roter Zunge und roten Krallen.“
Das Wappen wurde der damaligen Gemeinde Ginsheim-Gustavsburg am 29. März 1976 durch den Hessischen Innenminister genehmigt. Gestaltet wurde es durch den Bad Nauheimer Heraldiker Heinz Ritt.
Die heraldisch rechte Seite zeigt oben, redend das Tor der Gustavsburg. Der Anker symbolisiert den Ginsheimer Hafen. Zusammen symbolisieren sie die beiden Stadtteile von Ginsheim-Gustavsburg, in den Isenburger Farben Schwarz-Silber. Die heraldisch linke Seite zeigt den Löwen aus dem Wappen der Hardeck'schen Linie, einer Nebenlinie des Hauses Isenburg.
 Flagge 
Die Flagge wurde gemeinsam mit dem Wappen genehmigt und wird wie folgt beschrieben:
Flaggenbeschreibung: „Zweibahnig in blau-weiß, in der oberen Hälfte aufgelegt das Gemeindewappen.“

### Partnerschaften
Ginsheim-Gustavsburg war seit 1989 verschwistert mit der französischen Stadt Bouguenais und der senegalesischen Landgemeinde Ballou.
2009 wurde diese Dreierpartnerschaft seitens Bouguenais gekündigt, soll aber als Zweierpartnerschaft zwischen Ginsheim-Gustavsburg und Bouguenais weiter fortgeführt werden.

## Kultur und Sehenswürdigkeiten
Sehenswürdigkeiten im Stadtteil Ginsheim sind der Altrhein und Rheinauen, der Yachthafen, die evangelische Barockkirche, die 1746 als barocker Saalbau mit dreiseitigem Schluss entstand, sowie Heimatmuseum und der historische Industriekran im Hafen.
Sehenswürdigkeiten im Stadtteil Gustavsburg sind die Mainschleuse, die Mainspitze, katholische Kirche Herz-Jesu und die Evangelische Gustav-Adolf-Kirche. Weiterhin die denkmalgeschützte Cramer-Klett-Siedlung mit den von MAN in den Jahren nach dem Zweiten Weltkrieg errichteten Wohnhäusern aus Stahl. Dort wird vor ihrer romantischen Kulisse alljährlich ein Weihnachtsmarkt veranstaltet.
Größtes Fest im Vereinsgeschehen ist das Burgfest (Pfingsten). Dieses Fest in Gustavsburg soll an das ungewöhnlich prächtige Reichsfest zu Pfingsten 1184 mit 40.000 Besuchern des staufischen Kaisers Friedrich I. Barbarossa (1122–1190) auf der benachbarten Rheininsel Maaraue bei Kostheim erinnern.
Die idyllische Lage am Altrhein mit den vorgelagerten Inseln Nonnenau (Altrheinfähre „Johanna“), Langenau und Rabenwörth und die malerischen Rheinauen haben Ginsheim zu einem gern besuchten Naherholungsort gemacht.
Das Altrheinfest – am ersten Wochenende im Monat Juni von den Ortsvereinen gestaltet – lockt viele Besucher auch von außerhalb an.
Im Juni 2011 wurde eine Moschee von der Gemeinde Ahmadiyya Muslim Jamaat im Industriegebiet von Ginsheim-Gustavsburg gebaut. Die Bait-ul-Ghafur-Moschee ist in klassischer islamischer Sakralarchitektur errichtet worden mit Kuppel und Minarett. Sie enthält in der Außenfassade und im Innenbereich islamische Kalligrafie. Die Gemeinde lädt regelmäßig Besucher zur Besichtigung der Moschee und zu interreligiösen Dialogen ein. Die Moschee wurde durch den Kalifen Mirza Masroor Ahmad, dem geistlichen Oberhaupt der Ahmadiyya Muslim Jamaat eröffnet. In unmittelbarer Nähe befindet sich auch die Gemeinde der Aleviten, von denen viele aus dem benachbarten Rüsselsheim stammen.

Sehenswürdigkeiten in Ginsheim
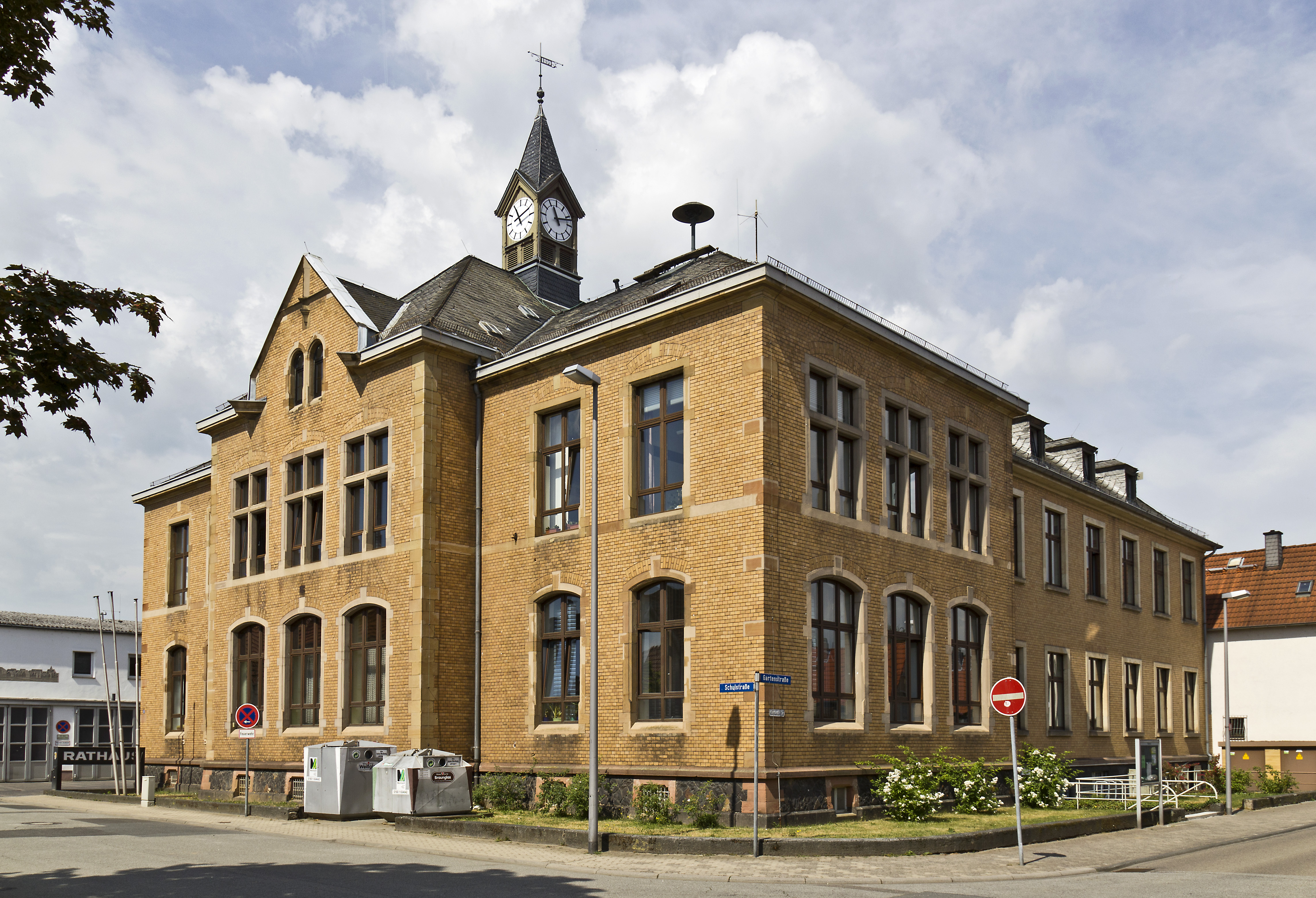
Das Rathaus in Ginsheim
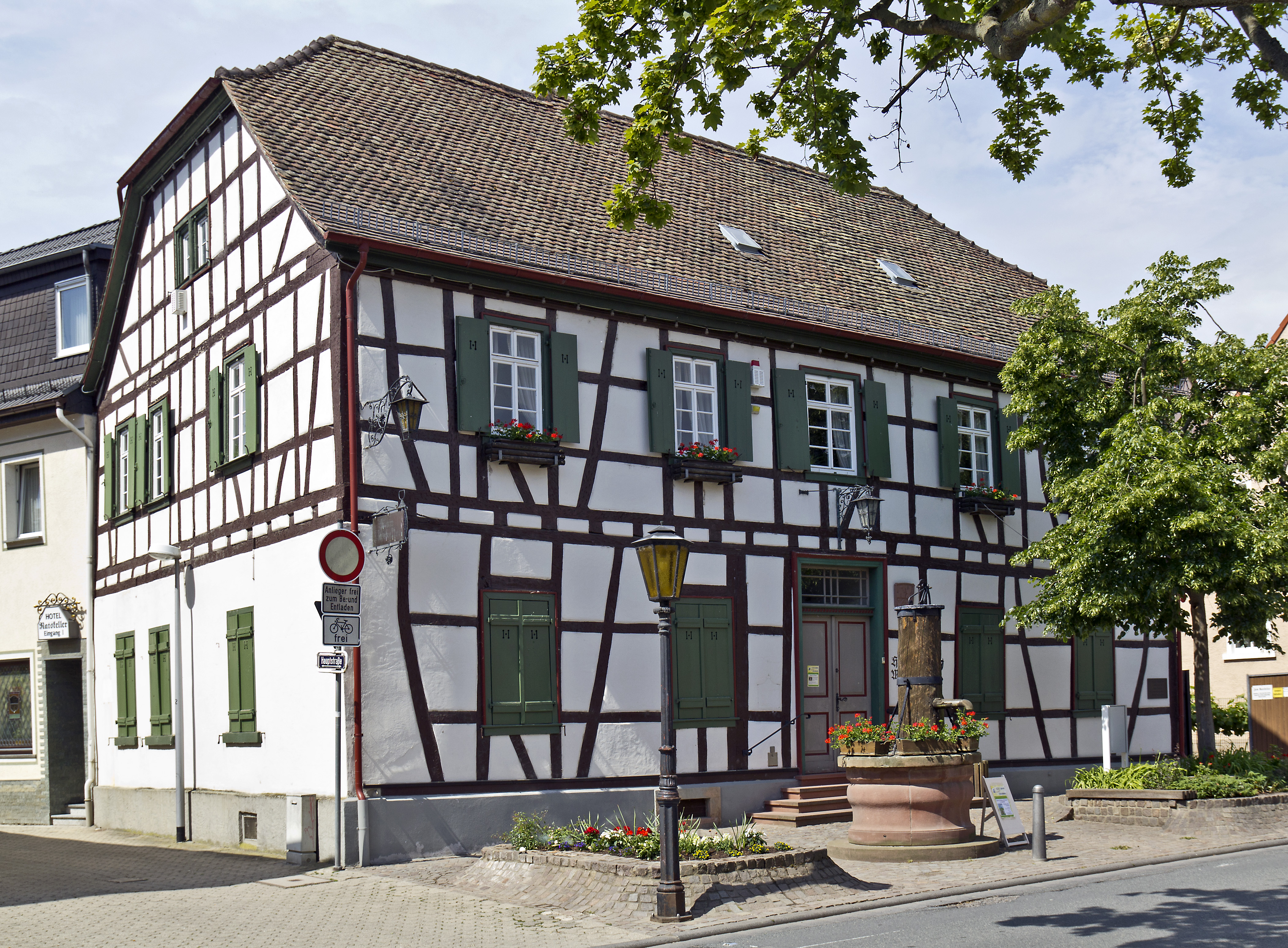
Heimatmuseum
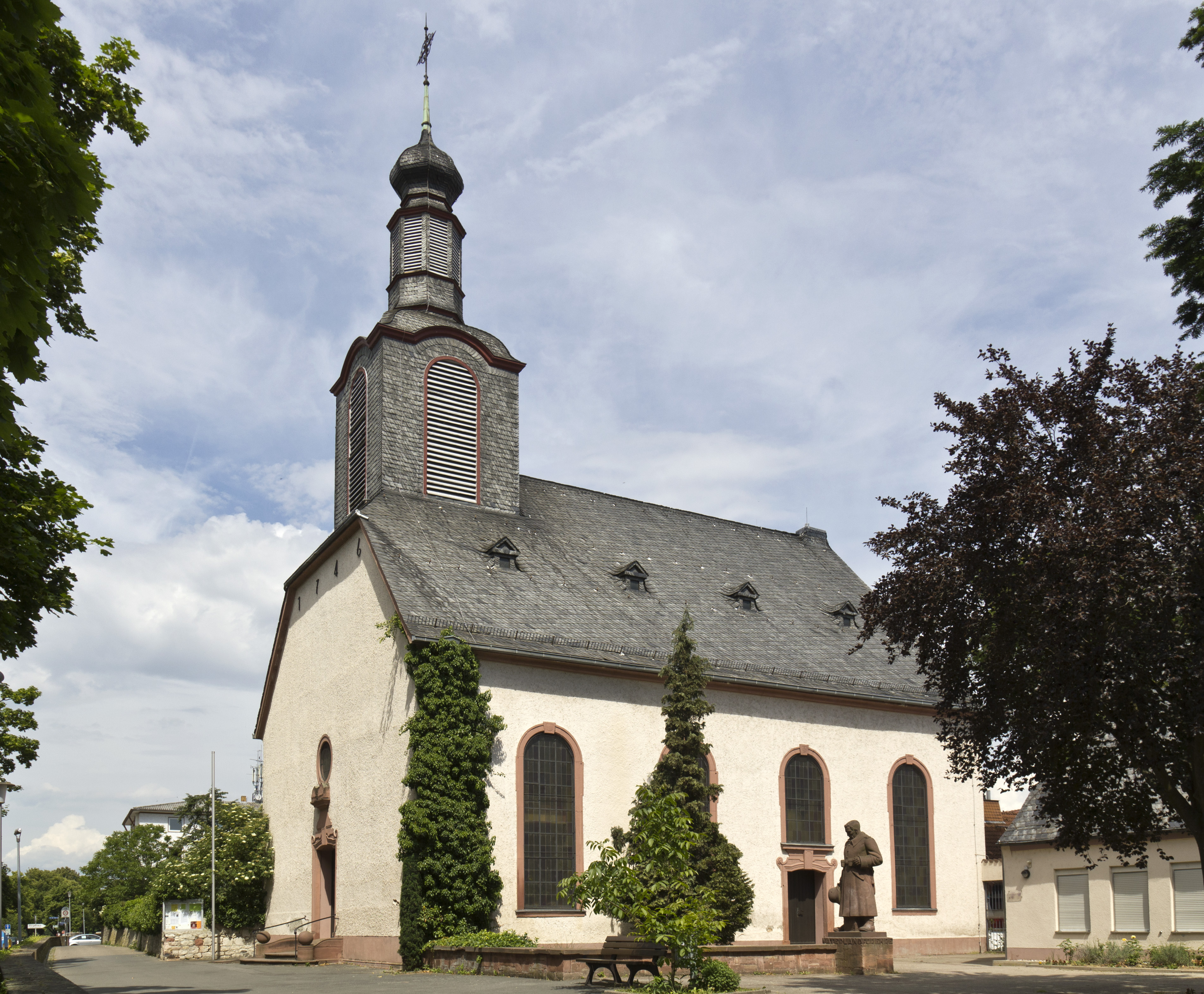
Evangelische Kirche Ginsheim
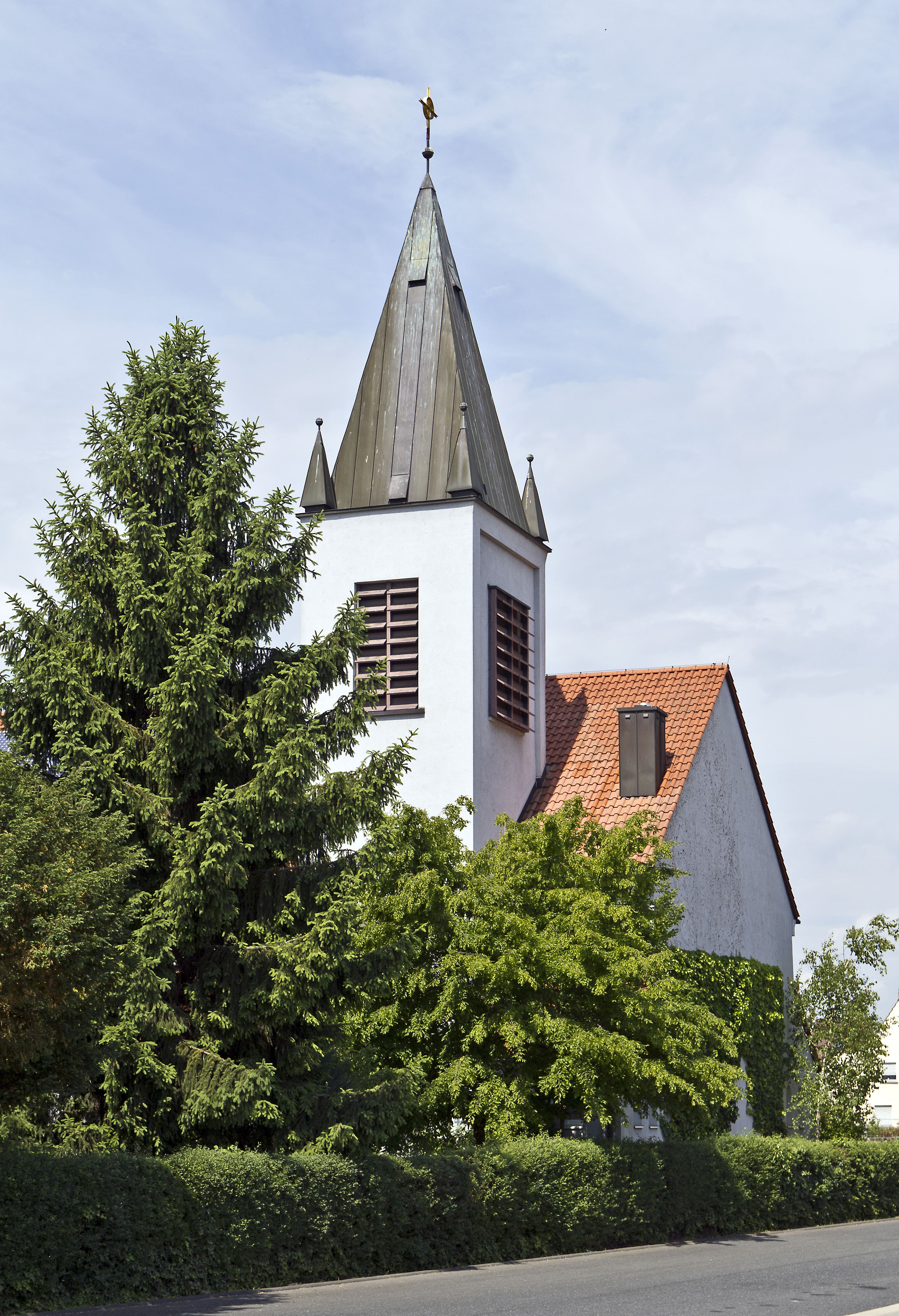
Katholische Kirche St. Marien
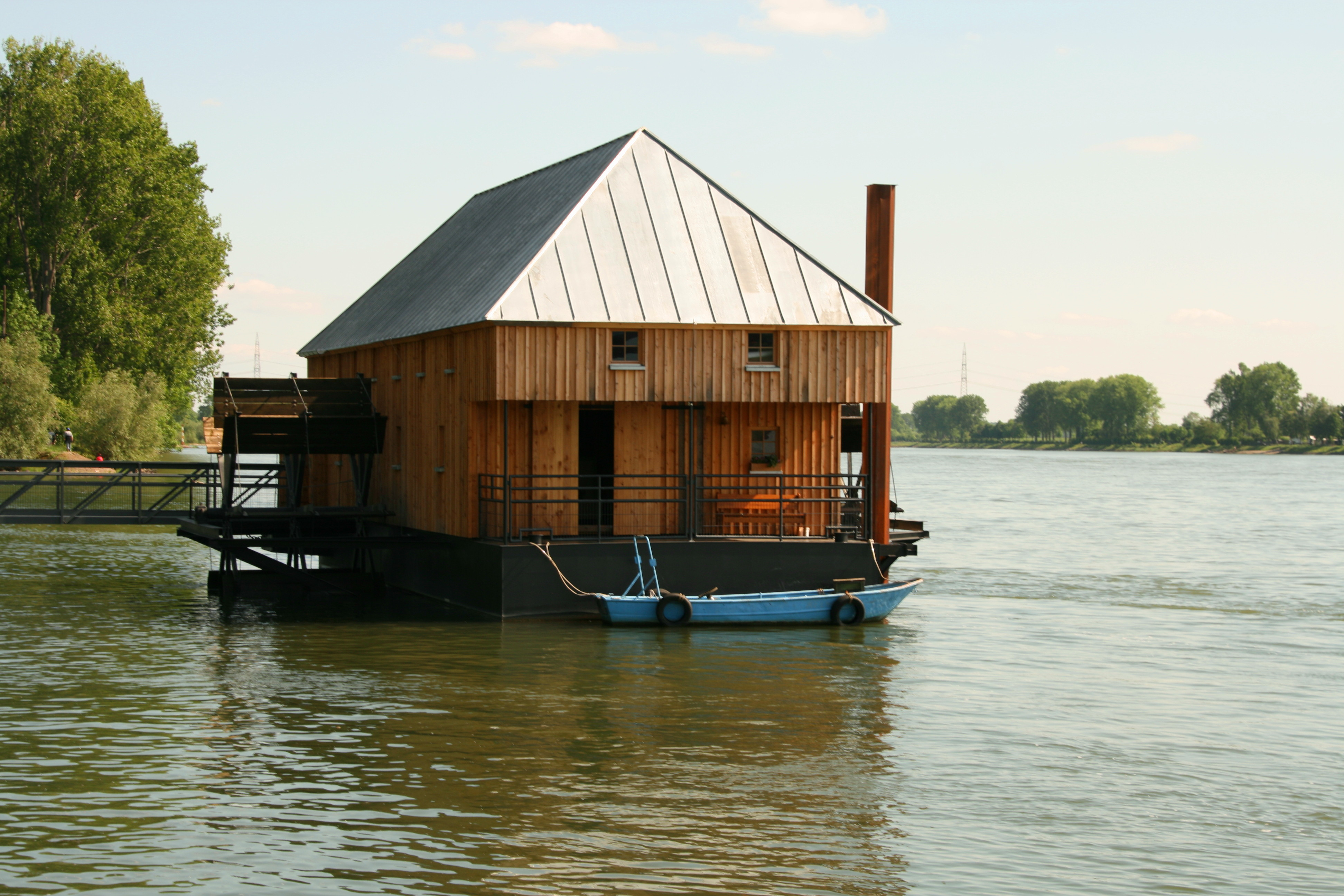
Schiffsmühle aus dem Jahr 2011
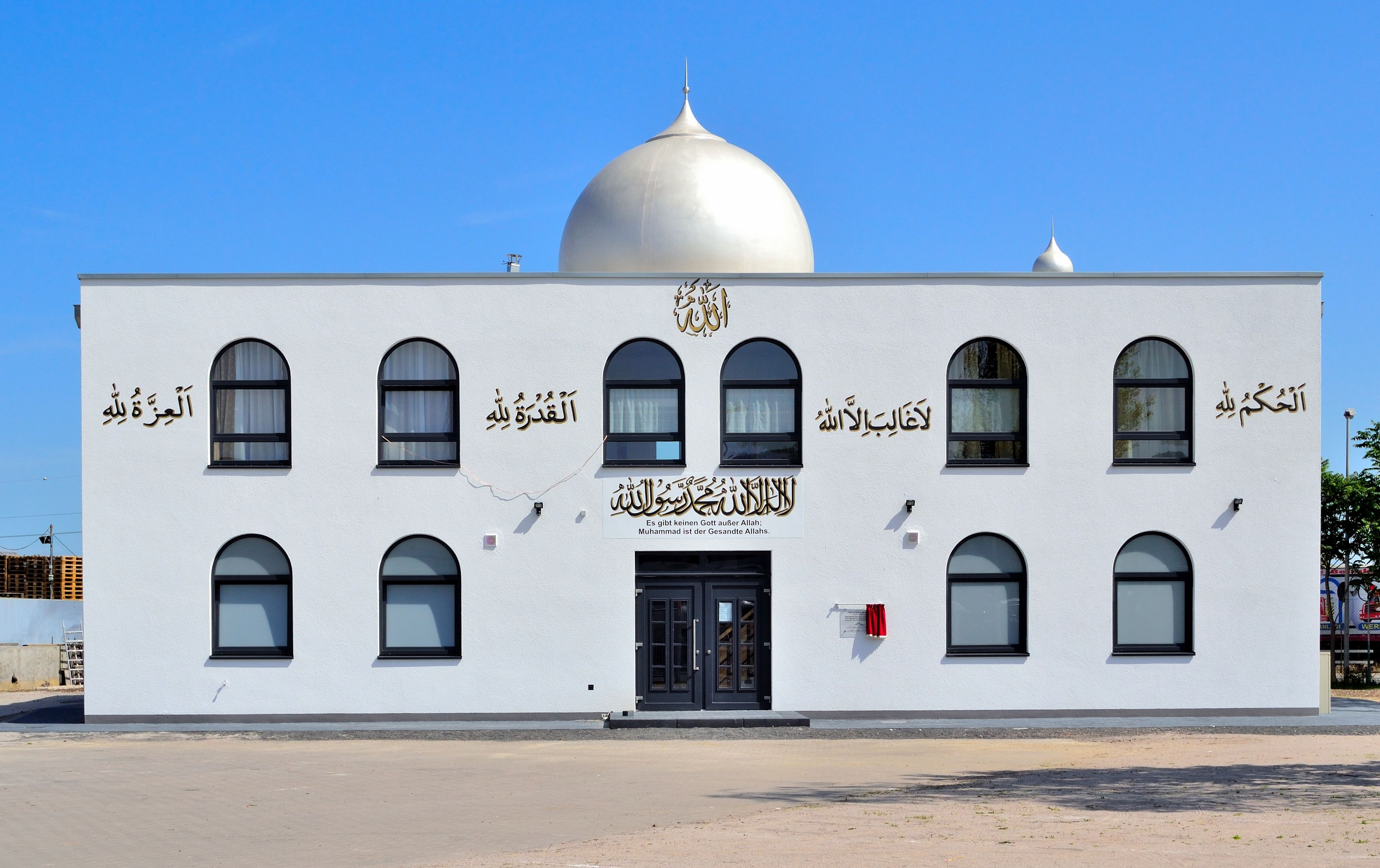
Moschee Bait-ul-Ghafur

Ginsheim-Gustavsburg mit Rheininsel Langenau
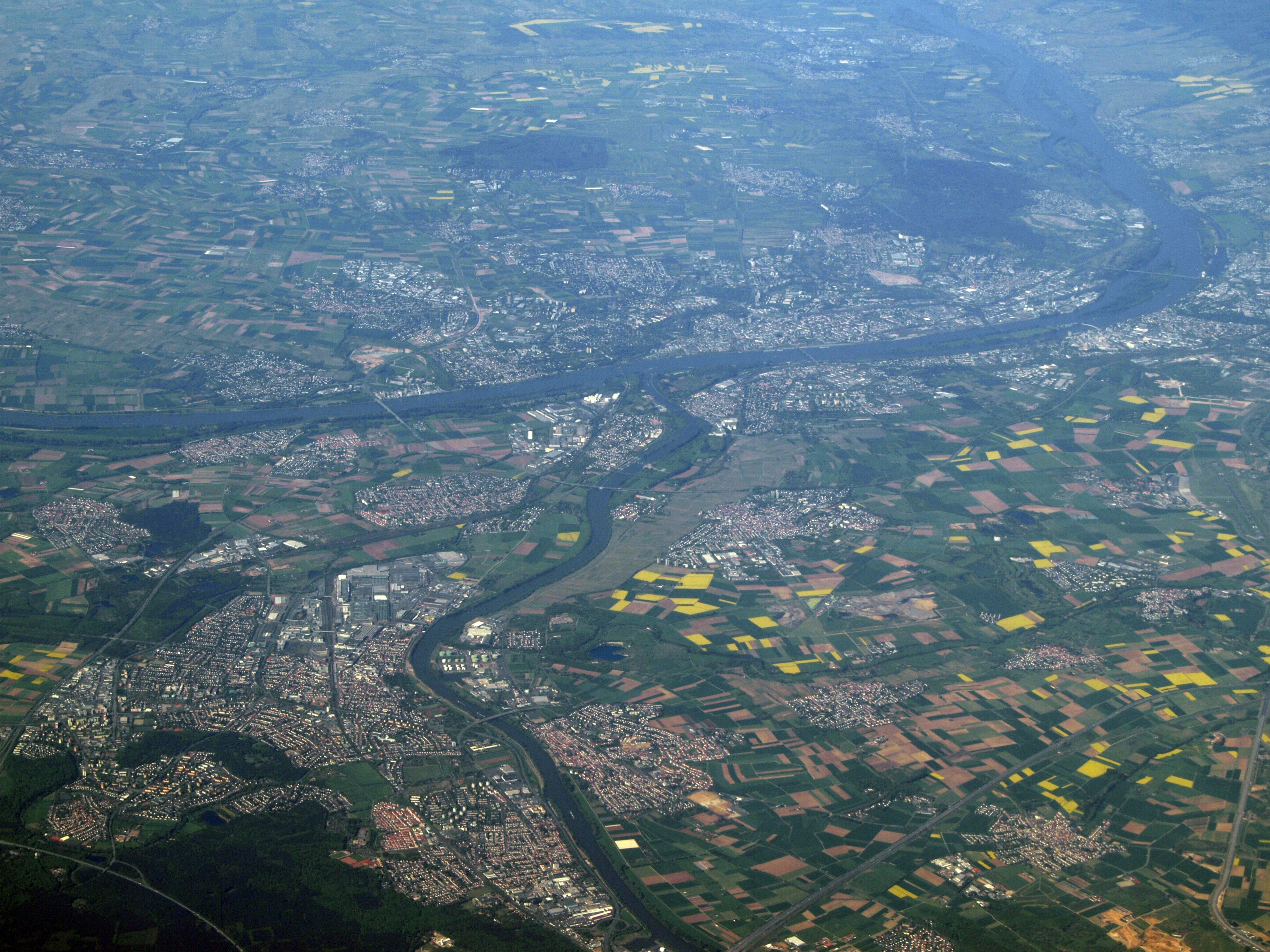
Mainmündung – links des Rheins – Ginsheim-Gustavsburg mit Rheininsel Langenau
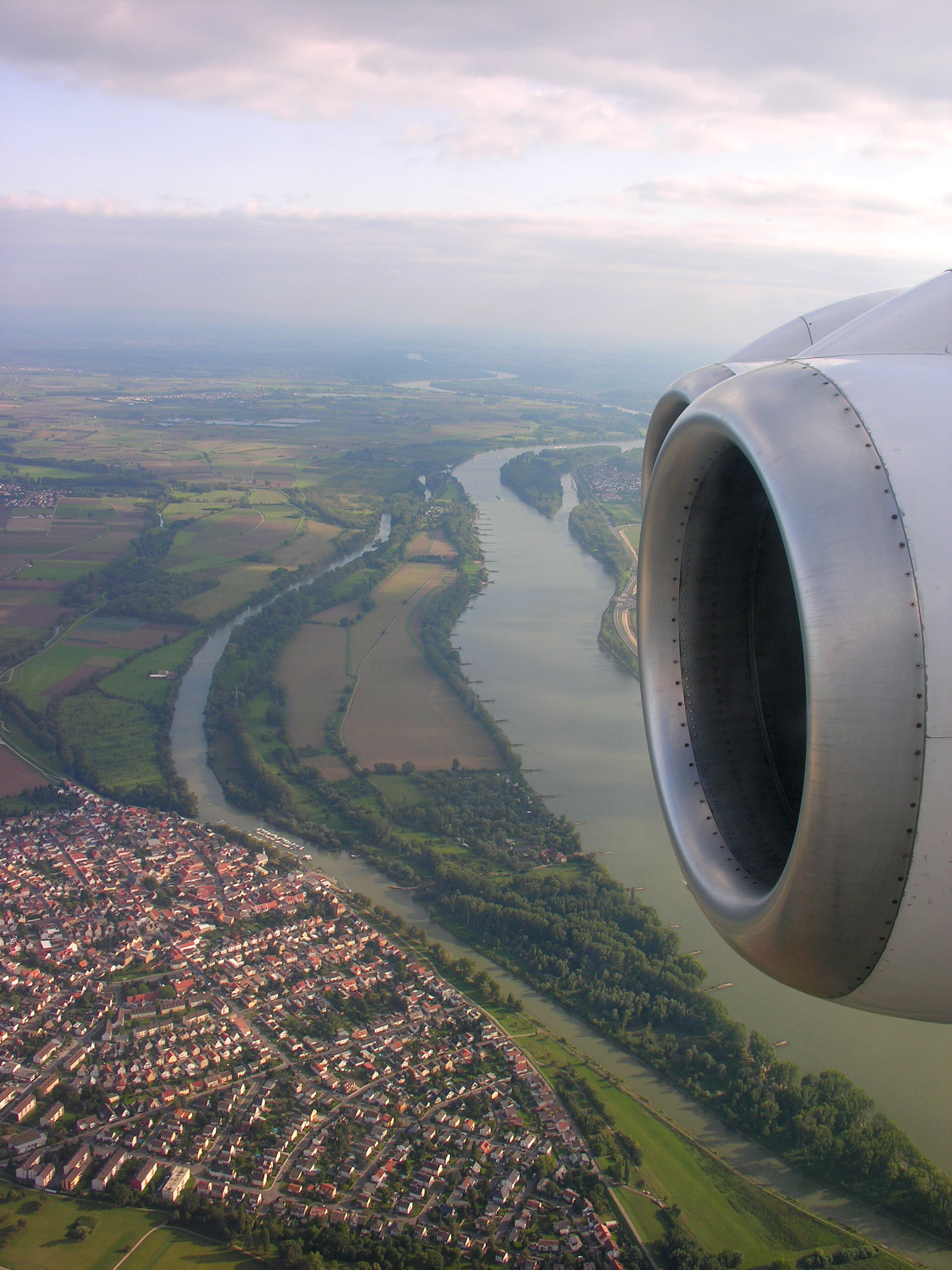
Ginsheim-Gustavsburg mit Rheininsel Langenau, auch Nonnenau genannt
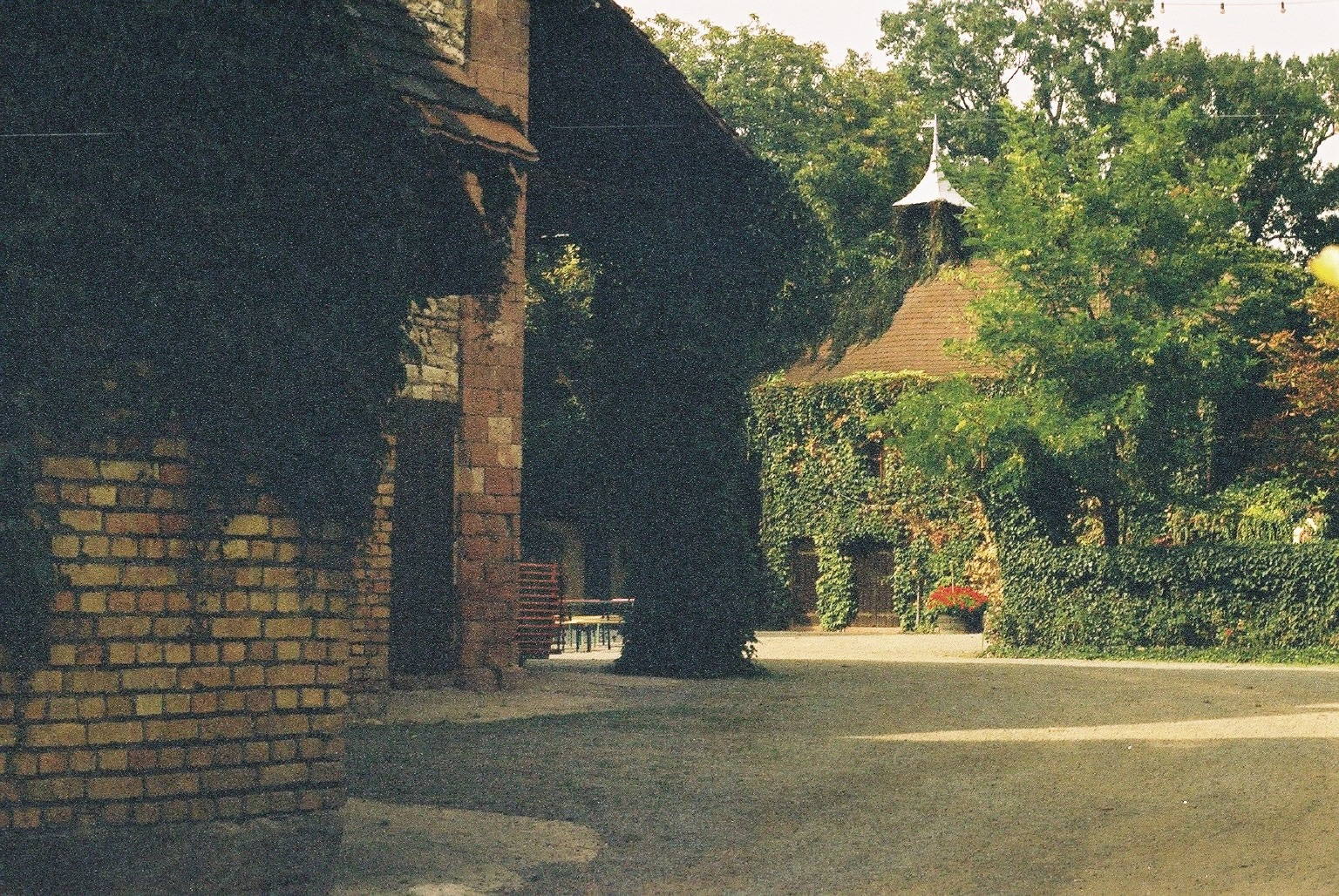
Ginsheim-Gustavsburg, Hofgut Langenau auf Rheininsel Langenau
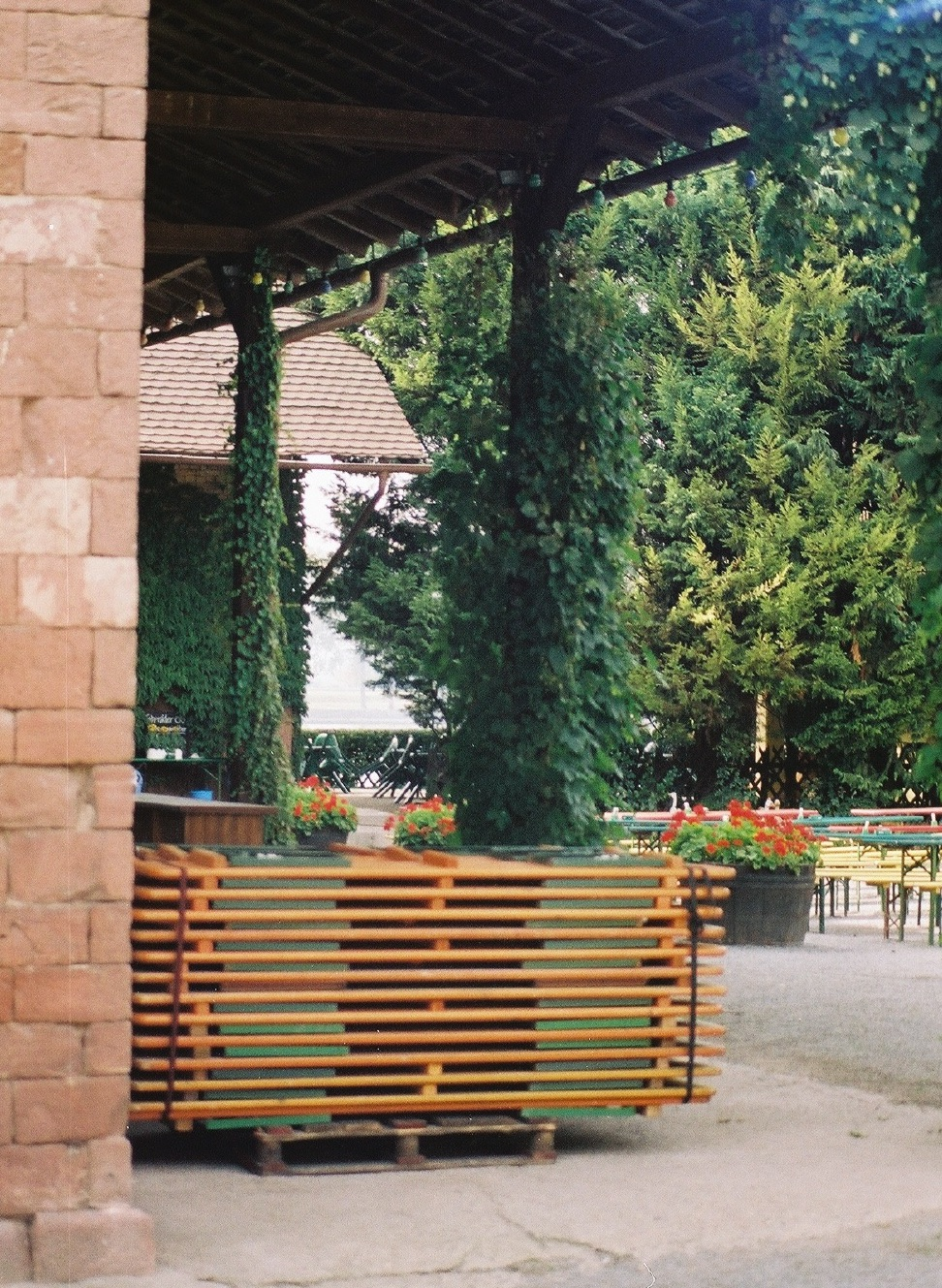
Ginsheim-Gustavsburg, Hofgut Langenau auf Rheininsel Langenau
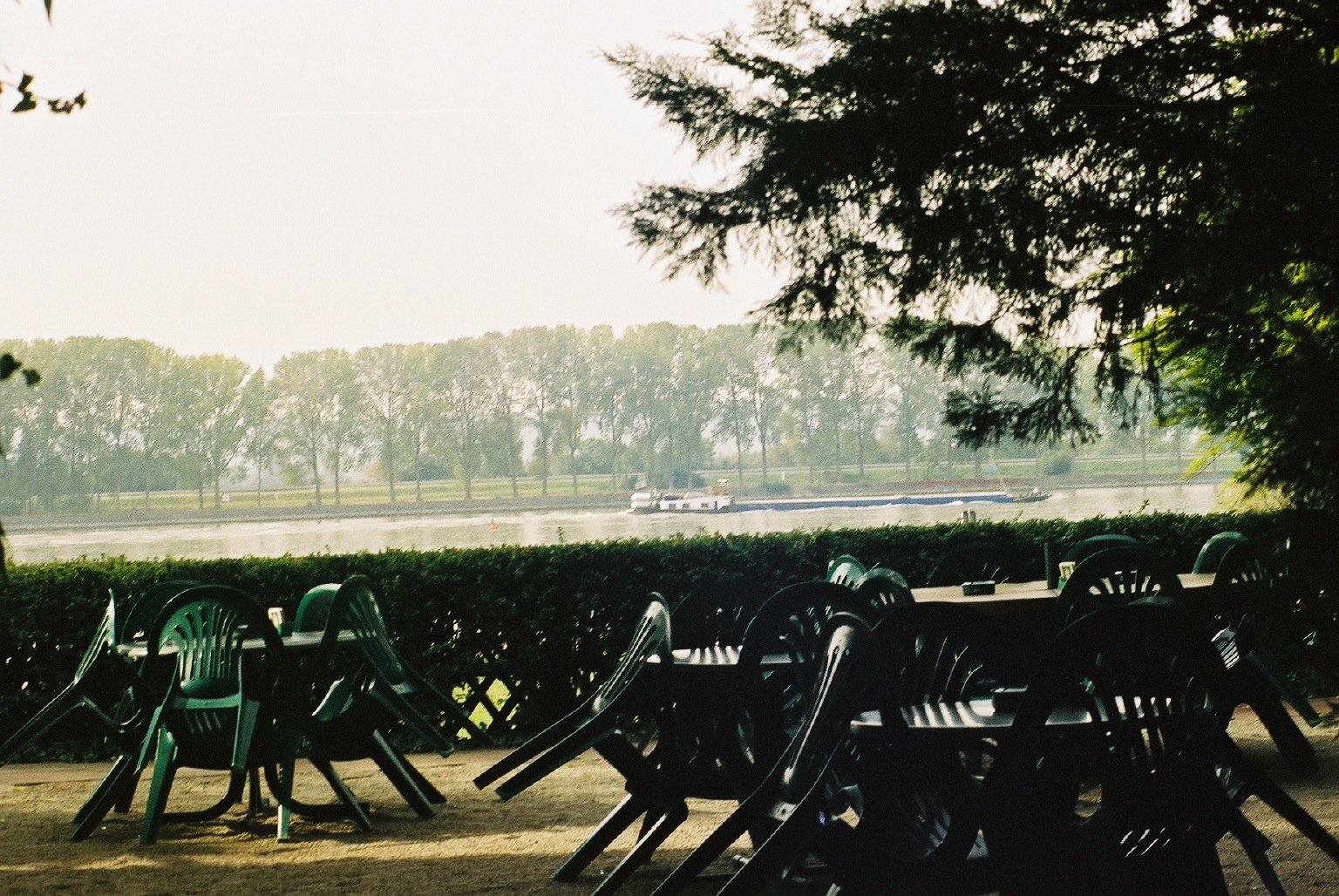
Ginsheim-Gustavsburg, Hofgut Langenau auf Rheininsel Langenau

Sehenswürdigkeiten in Gustavsburg
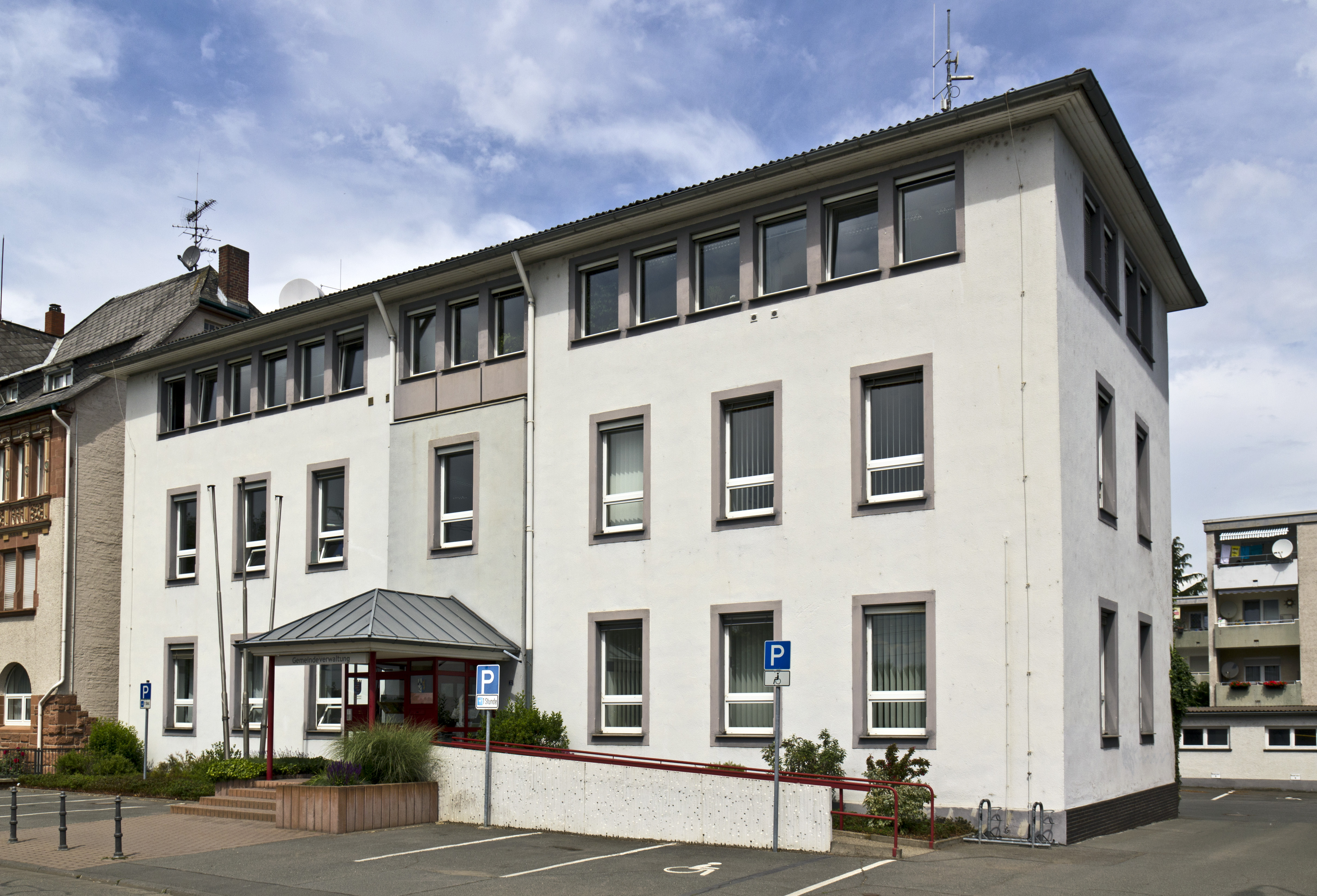
Das Rathaus in Gustavsburg
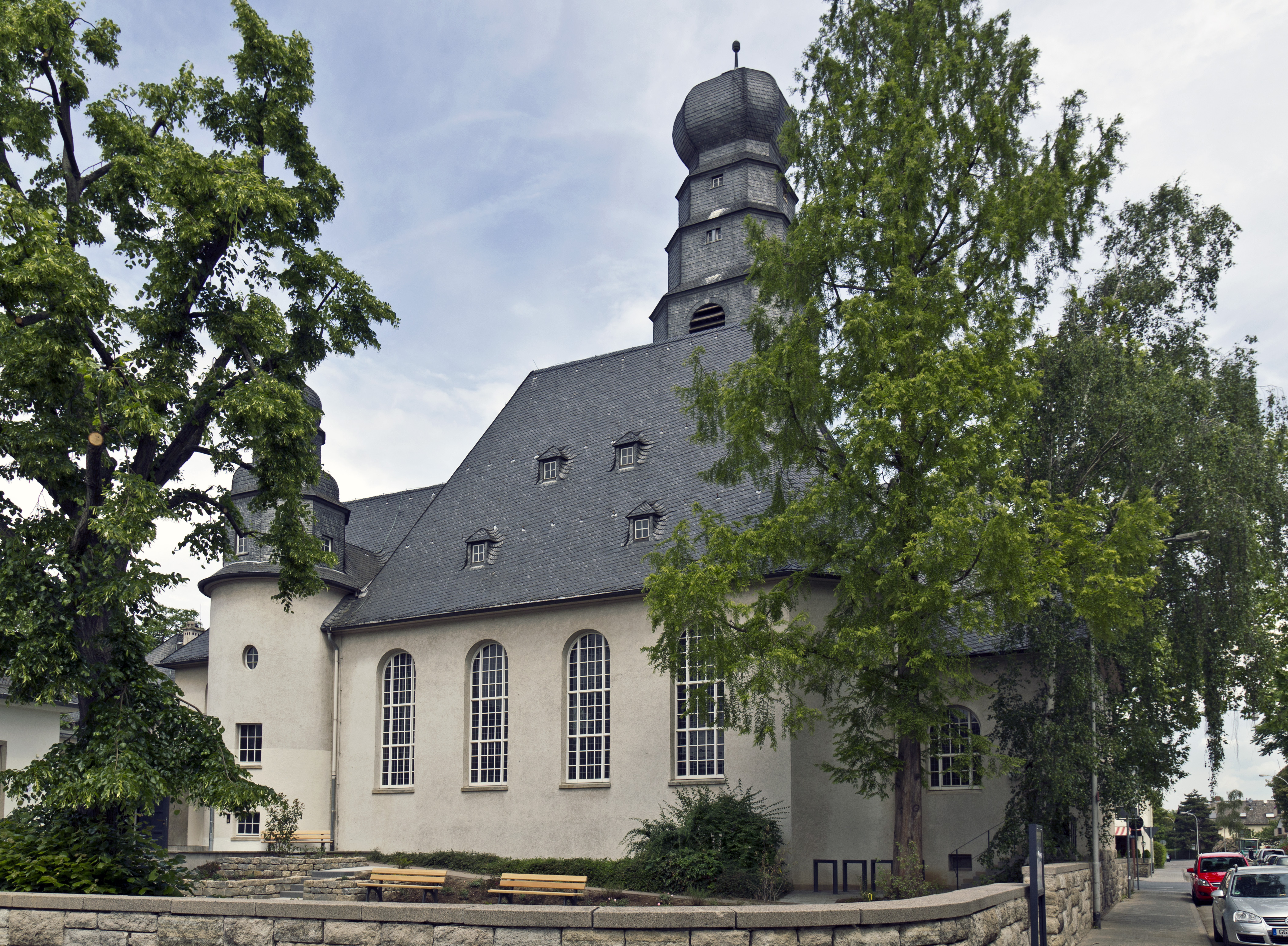
Evangelische Gustav-Adolf-Kirche
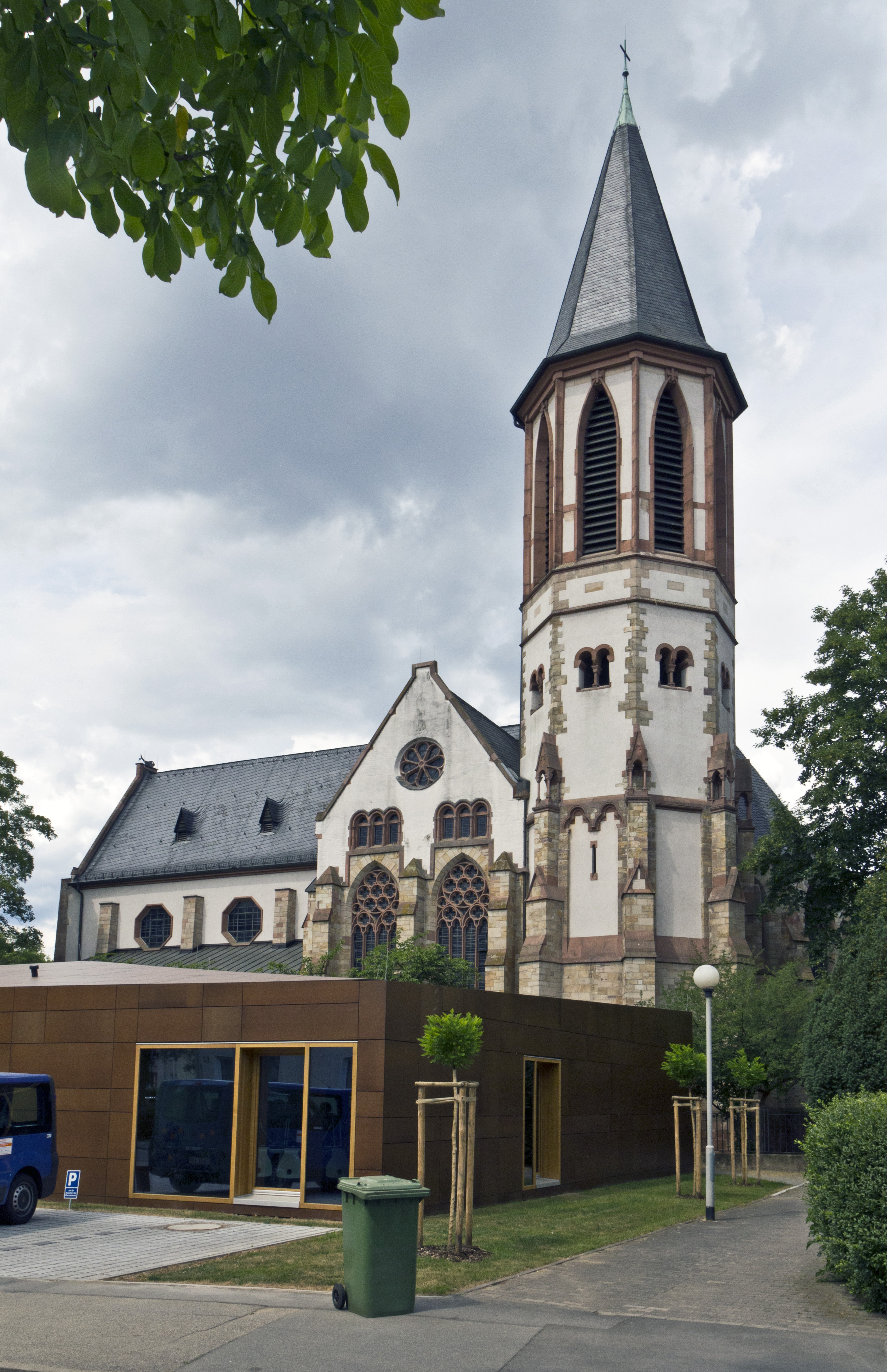
Katholische Herz-Jesu-Kirche

## Wirtschaft und Infrastruktur

### Flächennutzung
Das Gemeindegebiet umfasst eine Gesamtfläche von 1394 Hektar, davon entfallen in ha auf:
| Nutzungsart             | Nutzungsart             | 2011 | 2015 |
| ----------------------- | ----------------------- | ---- | ---- |
| Gebäude- und Freifläche | Gebäude- und Freifläche | 293  | 295  |
| davon                   | Wohnen                  | 148  | 147  |
|                         | Gewerbe                 | 76   | 83   |
| Betriebsfläche          | Betriebsfläche          | 45   | 45   |
| davon                   | Abbauland               | 0    | 0    |
| Erholungsfläche         | Erholungsfläche         | 66   | 58   |
| davon                   | Grünanlage              | 37   | 37   |
| Verkehrsfläche          | Verkehrsfläche          | 121  | 120  |
| Landwirtschaftsfläche   | Landwirtschaftsfläche   | 437  | 433  |
| davon                   | Moor                    | 0    | 0    |
|                         | Heide                   | 0    | 0    |
| Waldfläche              | Waldfläche              | 47   | 47   |
| Wasserfläche            | Wasserfläche            | 337  | 340  |
| Sonstige Nutzung        | Sonstige Nutzung        | 48   | 46   |

### Straßenverkehr
Der Ort ist über die Autobahnen A 60 (aus Richtung Mainz über die Weisenauer Brücke sowie aus Richtung Frankfurt) und A 671 (aus Richtung Wiesbaden) an das überregionale Straßennetz angeschlossen. Zwischen den beiden Stadtteilen befindet sich das Mainspitz-Dreieck, das diese beiden Autobahnen verbindet. Durch den Stadtteil Gustavsburg verläuft die Bundesstraße 43. Die Kostheimer Brücke verbindet über den Main die Stadt mit dem benachbarten Wiesbadener Stadtteil Mainz-Kostheim.

### Schienenverkehr

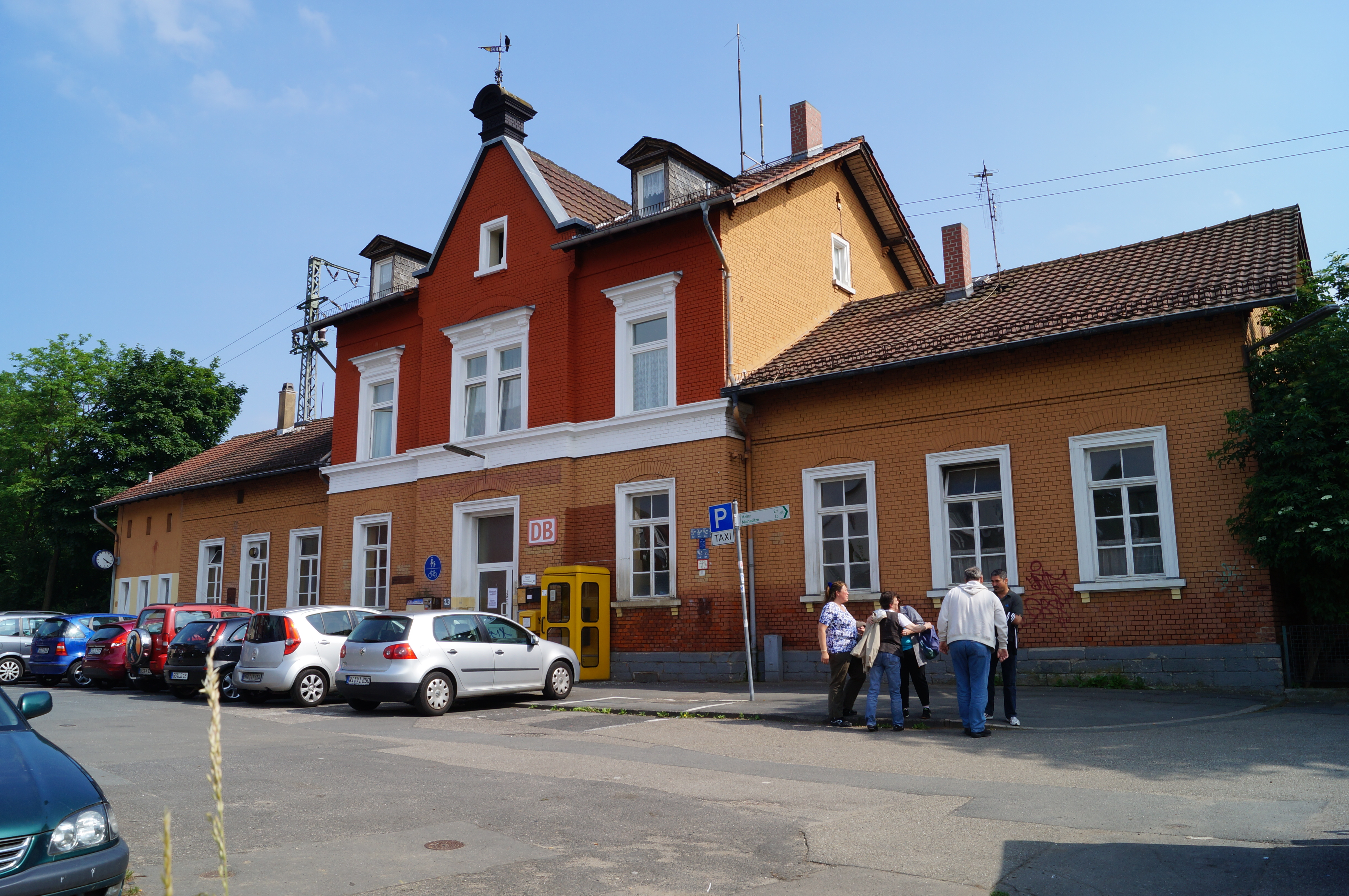
Bahnhof Mainz-Gustavsburg

Der barrierefreie dreigleisige Durchgangsbahnhof Mainz-Gustavsburg der Hauptstrecke Mainz–Frankfurt befindet sich südwestlich des Stadtteils (49° 59′ 39,9″ N, 8° 18′ 50,5″ O). Da Gustavsburg zwischen den Weltkriegen ein Stadtteil von Mainz war und der Bahnhof danach nicht rückbenannt wurde, hat sich der Zusatz „Mainz-“ erhalten. Er wird von S-Bahn-Zügen der Linie S 8 (Hanau–Frankfurt Hbf–Frankfurt Flughafen–Mainz–Wiesbaden) im Halbstundentakt und von den Regionalbahnen der Linie 75 (Aschaffenburg–Darmstadt–Mainz–Wiesbaden) des RMV im Stundentakt angefahren.

### Busverkehr
Die von der Mainzer Verkehrsgesellschaft (MVG) betriebene Buslinie 54 des Verkehrsverbunds Mainz-Wiesbaden (VMW) verbindet seit dem Fahrplanwechsel im Dezember 2019 den Gustavsburger Bahnhof mit den Wiesbadener Stadtteilen Mainz-Kostheim und Mainz-Kastel sowie mit der Stadt Mainz; zuvor hatte die Linie den Bahnhof nicht angefahren. Den Stadtteil Ginsheim fahren zusätzlich die VMW-Linien 56 und 58 (von Mainz, ebenfalls über Mainz-Kastel und Mainz-Kostheim und den Stadtteil Gustavsburg) an. Die VMW-Linie 60 verbindet Ginsheim direkt über die Weisenauer Brücke mit Mainz. Alle Buslinien sind Teil des Rhein-Main-Verkehrsverbunds.

### Hafen
Im Stadtteil Gustavsburg gibt es kurz oberhalb der Eisenbahnbrücke nach Mainz einen Rheinhafen. Er verknüpft als Güterumschlagplatz mit Gleisanschluss die Bundeswasserstraßen Rhein und Main mit dem Schienennetz des Eisenbahnknotens Bischofsheim und zusätzlich über das schnell erreichbare Mainspitz-Dreieck mit den Autobahnen des Rhein-Main-Gebietes. Ab 1967 entstand hier ein großes Tanklager mit 28 Hochtanks für insgesamt 286.000 Kubikmeter Benzin, Superbenzin, SuperPlus, Diesel, Flugbenzin und Heizöl. Dem Treibstoffumschlag des Tanklagers dient unter anderem eine Pipeline vom Hafen Rotterdam und eine Pipeline zum Flughafen Frankfurt Main.
Neben dem Tankhafen schlägt die HTAG Häfen und Transport AG im Hafenbecken IV auf 100.000 Quadratmeter Lager- und Wasserfläche und 1200 Meter Kaianlagen jährlich 650.000 Tonnen an Gütern um. Sie betreibt auch zwei Anschlussgleise im Hafengebiet, die eine schnelle und effiziente Ganzzugabfertigung gewährleisten. Es sind verschiedenste Verladeeinrichtungen wie Laderampe, Kräne oder eine eigene Rangierlok vorhanden.
In unmittelbarer Nähe zur Mainmündung wurde im Jahr 2016 ein Containerterminal für den Schiffs- und Straßenverkehr in Betrieb genommen.
In Gustavsburg befindet sich die erste Mainschleuse vom Rhein kommend, obwohl sich diese auf der Gemarkung befindet, ist der offizielle Name: Staustufe Kostheim.
Breitbandzugang
Die Telekom baut im Jahr 2022 im Stadtteil Gustavsburg für viele Haushalte das Glasfasernetz aus.

## Persönlichkeiten
- Gustav II. Adolf (Schweden) (1594–1632), König von Schweden, Gründer der Festung und Stadt Gustavsburg
- Karl Külb (1870–1943), Oberbürgermeister von Mainz, 1930 verantwortlich für die Eingemeindungen von Ginsheim und Gustavsburg
- Otto Kirschmer (1898–1967), Physiker; Leiter der MAN-Materialprüfungsanstalt in Ginsheim-Gustavsburg
- Jo Brenneis (1910–1994), Maler; Zeichner bei MAN Ginsheim-Gustavsburg
- Karl-Heinz Ahlheim (1933–1996), Schachkomponist, geboren in Ginsheim
- Jochen Kaltschmid (1933–2018), Pädagoge und Professor an der Universität Heidelberg, wohnte in Mainz-Gustavsburg
- Enno Siehr (* 1947), Politiker (SPD), Gemeinderat und Bürgermeister in Ginsheim-Gustavsburg, später Landrat des Kreises Groß-Gerau
- Michael Geldreich (* 1981 oder 1982), Jazzpianist, Songwriter, Musikproduzent und Filmkomponist, geboren in Ginsheim-Gustavsburg